# 30. März
Der 30. März ist der 89. Tag des gregorianischen Kalenders (der 90. in Schaltjahren), somit bleiben 276 Tage bis zum Jahresende.

## Ereignisse

### Politik und Weltgeschehen
- 0598: Die Awaren brechen während der Balkanfeldzüge des Maurikios die Belagerung von Tomoi am Schwarzen Meer ab, da sich ein oströmisches Heer unter dem Feldherren Komentiolos nähert.

1282: Sizilianische Vesper (Gemälde von 1846)

- 1282: Zu Beginn der Vesper am zweiten Osterfeiertag bricht in Palermo ein Aufstand gegen die Herrschaft von Karl I. von Anjou aus. Die sechs Wochen dauernde Sizilianische Vesper bringt Peter III. von Aragon die Herrschaft über Sizilien, während Karl nur der Festlandsbesitz, fortan als Königreich Neapel bezeichnet, verbleibt.
- 1296: Bei einem Straffeldzug gegen das von John Balliol regierte Schottland erobert der englische König Eduard I. mit seiner Armee die Stadt Berwick-upon-Tweed. Es kommt zu einem zweitägigen Massaker an der Bevölkerung.
- 1474: In einem Ewige Richtung genannten Friedens- und Bündnisvertrag verständigen sich acht Orte der Schweizer Eidgenossenschaft mit dem Habsburger Herzog Sigismund von Tirol.
- 1666: Erik Niels Smit hisst im Auftrag des dänischen Königs Friedrich III. auf der Karibikinsel Saint Thomas den Danebrog. Das ist der Beginn der dänischen Kolonie Dänisch-Westindien.
- 1793: Der französische Nationalkonvent nimmt den von Georg Forster, Adam Lux und André Patocki überbrachten Antrag des Rheinisch-Deutschen Nationalkonvents auf Eingliederung der Mainzer Republik in den französischen Staatsverband einstimmig an. Die „Réunion“ wird aber nicht mehr ausgeführt, da die Koalitionstruppen bereits mit der Rückeroberung des Mainzer Staatsgebiets begonnen haben.

1794: Georges Danton

- 1794: Die Revolution frisst ihre eigenen Kinder: Die Indulgenten, der gemäßigte Arm der Cordeliers um Georges Jacques Danton, Camille Desmoulins und Fabre d’Églantine werden wegen einer angeblichen Verschwörung vom Wohlfahrtsausschuss unter Maximilien Robespierre verhaftet.
- 1806: Joseph Bonaparte wird von seinem Bruder Napoléon zum König von Neapel ernannt.
- 1813: Befreiungskriege: Herzog Karl II. erlässt den Aufruf zur Bildung des Mecklenburg-Strelitzischen Husaren-Regiments.

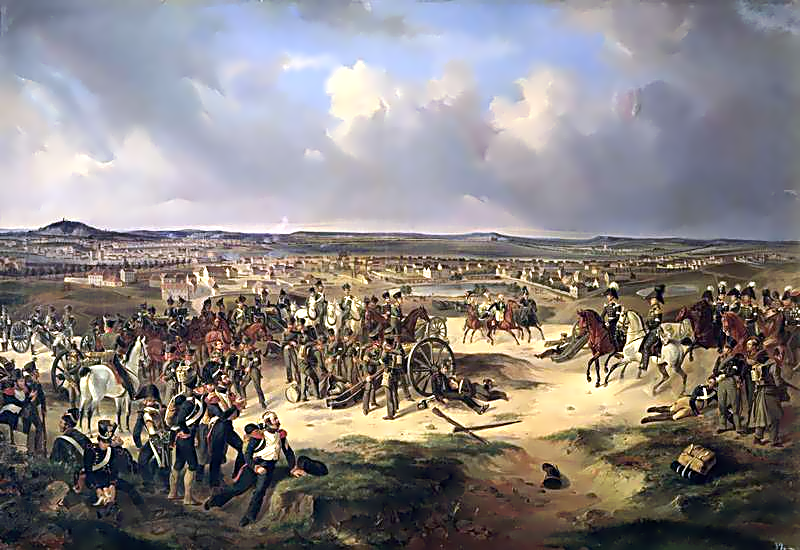
1814: Schlacht bei Paris

- 1814: Die Streitkräfte der sechsten Koalition unter Karl Philipp zu Schwarzenberg und Gebhard Leberecht von Blücher erstürmen in der Schlacht bei Paris die Höhen des Montmartre. Am Nachmittag kapitulieren die französischen Verteidiger unter Auguste Frédéric Louis Viesse de Marmont. Damit können die Verbündeten im Krieg gegen Napoléon in die Hauptstadt einmarschieren.

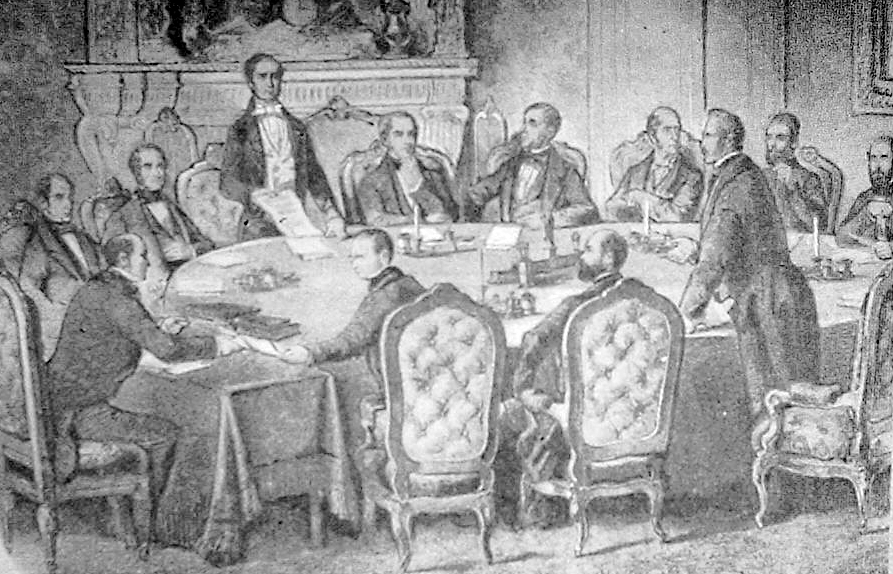
1856: Verhandlungen zum Pariser Frieden

- 1856: Der Pariser Frieden beendet den Krimkrieg zwischen Russland einerseits und dem Osmanischen Reich, Frankreich, Großbritannien und Königreich Sardinien-Piemont andererseits. Unter anderem wird das Schwarze Meer für neutral erklärt.

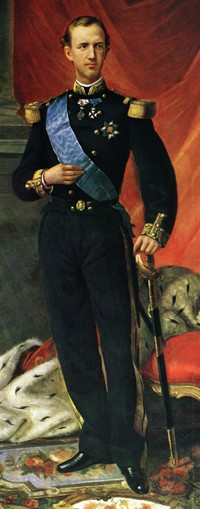
1863: Georg I.

- 1863: Prinz Wilhelm Georg von Holstein-Sonderburg-Glücksburg wird als Georg I. zum König von Griechenland gewählt.

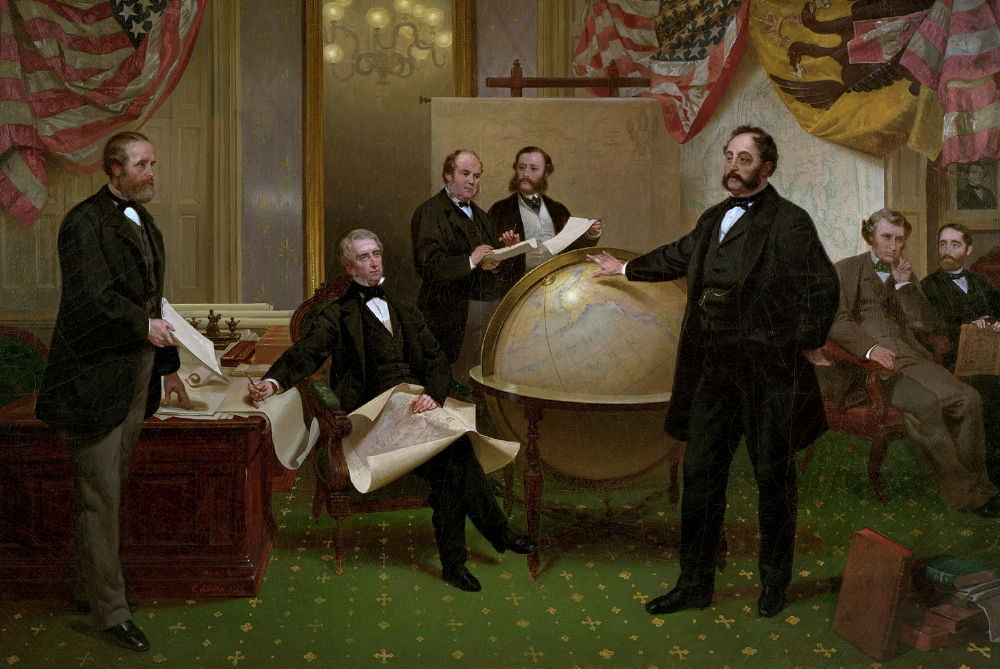
1867: Verhandlungen zum Alaska Purchase

- 1867: Das Russische Zarenreich verkauft Alaska für 7,2 Millionen US-Dollar an die USA. Der Alaska Purchase zum Kauf von Russisch-Amerika wird vom amerikanischen Außenminister William H. Seward und dem russischen Botschafter in Washington Eduard von Stoeckl in die Wege geleitet.
- 1912: Nach der Beilegung der Zweiten Marokkokrise mit dem Deutschen Reich durch den Marokko-Kongo-Vertrag vom 4. November 1911 errichtet Frankreich mit dem Vertrag von Fès mit Sultan Mulai Abd al-Hafiz ein Protektorat über Marokko.
- 1931: Wegen eines mehr als zwei Jahre zuvor erschienenen Artikels über den geheimen Aufbau einer Luftwaffe wird gegen Autor Walter Kreiser und Weltbühne-Herausgeber Ossietzky Anklage wegen Landesverrats erhoben. Der Weltbühne-Prozess gilt als Musterbeispiel politischer Justiz in der Weimarer Republik.
- 1940: Im Zweiten Japanisch-Chinesischen Krieg erklärt Japan Nanjing zur Hauptstadt einer neuen Marionettenregierung unter Wang Jingwei.
- 1941: Adolf Hitler informiert gut 200 oberste Heeresführer in einer einstündigen Rede über den totalen Weltanschauungskrieg gegen die UdSSR, einen rassenideologischen Vernichtungskrieg (ausführliches Zitat aus diesem Treffen siehe unter Franz Halder). Indem sie diesen Ausführungen zustimmen, ist die Wehrmacht unwiderruflich in die deutschen Kriegsverbrechen gegen Soldaten und Zivilisten bis 1945 eingebunden.
- 1945: Im Zweiten Weltkrieg erobern sowjetische Truppen die Stadt Danzig, US-Streitkräfte nehmen Heidelberg ein.
- 1947: Regierungschef Qazi Mohammed wird zusammen mit seinen Ministern in Mahabad hingerichtet, drei Monate nach der Eroberung der kurzlebigen Republik Kurdistan durch den Iran.
- 1961: In New York wird das Einheitsabkommen über die Betäubungsmittel abgeschlossen, ein internationales Abkommen zur Einschränkung der Verfügbarkeit einiger Drogen.
- 1965: Ein Autobombenanschlag auf die Botschaft der Vereinigten Staaten in Saigon führt zum Tod von 22 Menschen, 188 werden verletzt. Ein Neubau ersetzt hinterher das erste US-Botschaftsgebäude in Südvietnam.
- 1971: Als erstes Umweltschutzgesetz der sozialliberalen Koalition wird in der Bundesrepublik Deutschland das Gesetz gegen Fluglärm rechtswirksam.
- 1972: Der ehemalige Mwami (König) Ntaré V. kehrt aus ungeklärten Gründen aus dem ugandischen Exil nach Burundi zurück und wird sofort verhaftet. Wenig später wird er bei Unruhen ermordet.
- 1975: Die zweitgrößte Stadt Südvietnams, Đà Nẵng, wird im Vietnamkrieg von den kommunistischen Truppen erobert.
- 1978: Österreichs Bundeskanzler Bruno Kreisky besucht als erster westlicher Regierungschef die Deutsche Demokratische Republik.
- 1981: John Hinckley, Jr. verletzt bei einem Attentat in Washington, D.C. US-Präsident Ronald Reagan. Er möchte mit diesem Attentat die Aufmerksamkeit der Schauspielerin Jodie Foster erringen.
- 2001: In Peking wird das Ergebnis der Volkszählung bekanntgegeben. Demnach leben in der Volksrepublik China (ohne Hongkong und Macao) 1.265.830.000 Menschen.

### Wirtschaft
- 1899: In Boston entsteht durch Zusammenschluss der Unternehmen Boston Fruit und Tropical Trading and Transport Company die United Fruit Company, die sich zu einem der größten Bananenproduzenten der Welt entwickelt. Seit 1990 heißt die Firma Chiquita Brands International.
- 1924: Mit Ausstrahlen der ersten Sendung der privaten Gesellschaft Deutsche Stunde in Bayern beginnt in Bayern die Rundfunkära.
- 1954: In Toronto wird der erste Abschnitt der Yonge-University-Linie der Toronto Subway in Betrieb genommen. Es ist die erste U-Bahn in Kanada.

### Wissenschaft und Technik
- 1796: Carl Friedrich Gauß ermittelt mit Zirkel und Lineal eine Konstruktionsmethode für das Siebzehneck.
- 1842: Crawford W. Long verwendet in Jefferson, Georgia, erstmals Ether als Betäubungsmittel bei der Entfernung eines Nackentumors.
- 1873: Österreich-Ungarn und das Königreich Bayern vereinbaren in einem Staatsvertrag den Bau einer Eisenbahnlinie durch den Bayerischen Wald/Böhmerwald und den Bau eines gemeinsamen Bahnhofs direkt auf der bayerisch-böhmischen Grenze.

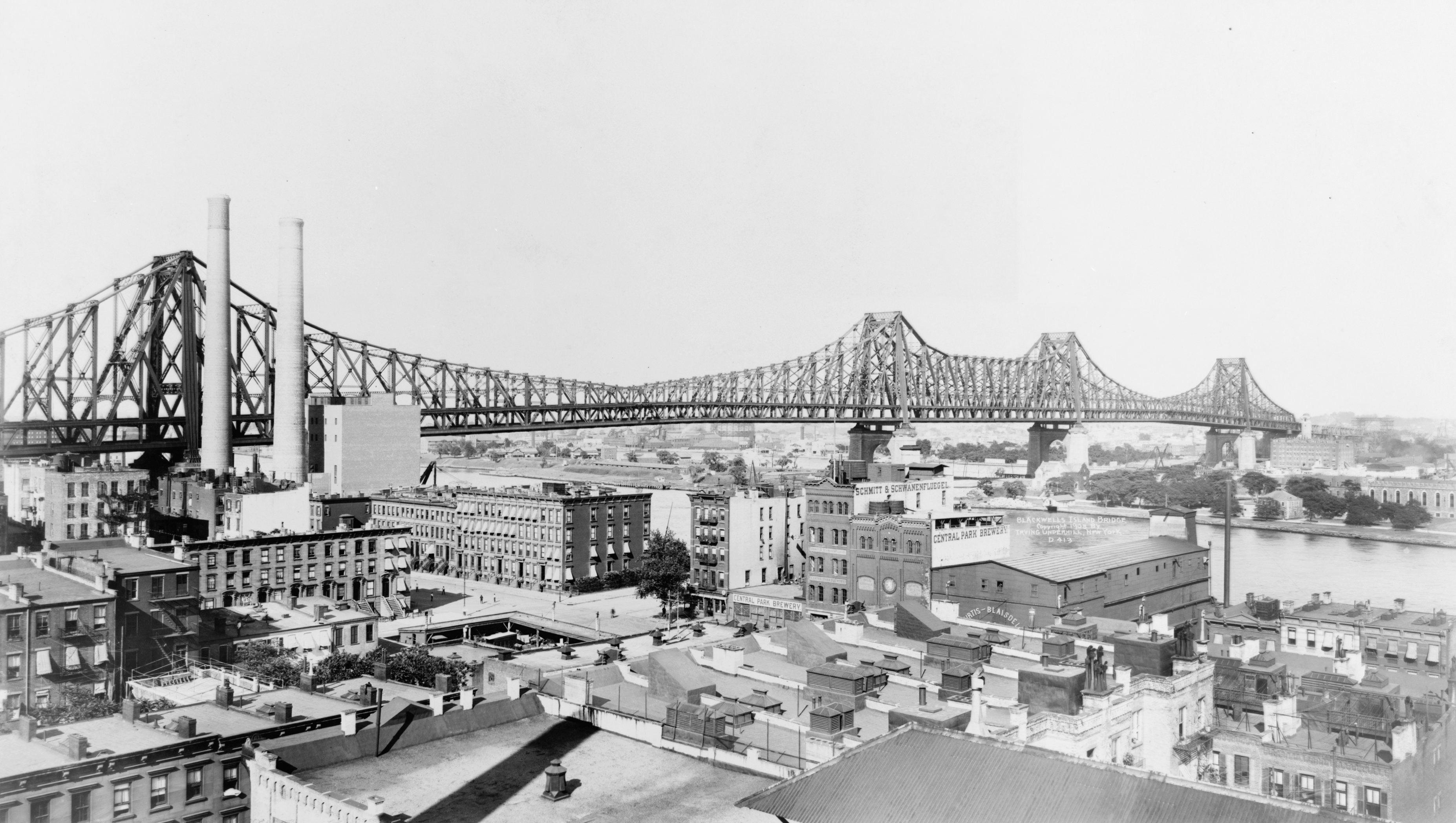
Die Queensboro Bridge vor ihrer Eröffnung 1909

- 1909: Die Queensboro Bridge über den East River wird für den Verkehr geöffnet. Sie verbindet die Stadtteile Manhattan und Queens in New York City.
- 1934: Das viermotorige Flugboot Sikorsky S-42 bricht bei seinem Erstflug gleich mehrere Rekorde für Passagierflugzeuge.
- 1938: Der achte Prototyp des deutschen Jagdflugzeugs Heinkel He 100, die He 100 V8, erreicht eine Durchschnittsgeschwindigkeit von 746,61 km/h, was zu dieser Zeit den absoluten Geschwindigkeitsweltrekord bedeutet.

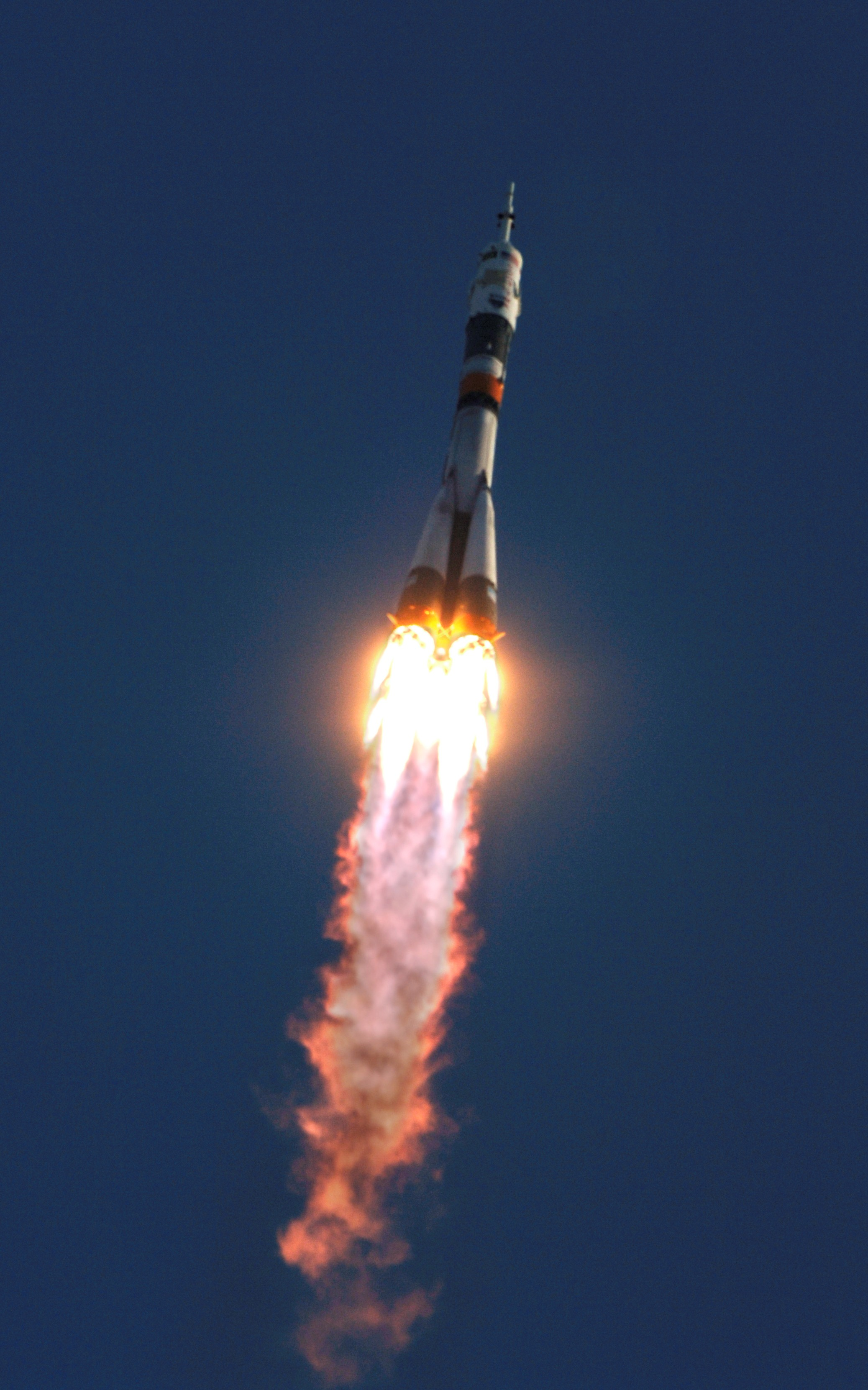
2006: Start von Sojus TMA-8

- 2006: Als erster brasilianischer Raumfahrer startet Marcos Pontes mit der Mission Sojus TMA-8 zur Internationalen Raumstation (ISS).
- 2010: Der Kernforschungsorganisation CERN gelingt es zum ersten Mal einen Protonen-Crash zu erzeugen. Hierbei werden die Verhältnisse, die wenige Sekunden nach dem Urknall herrschten, simuliert.

### Kultur
- 1723: Am King’s Theatre in London erfolgt die Uraufführung der Oper Erminia von Giovanni Bononcini.
- 1786: Die Oper Il Giulio Sabino von Luigi Cherubini wird am King’s Theatre in London uraufgeführt.
- 1812: Die Uraufführung der Oper Conradin von Schwaben von Conradin Kreutzer findet in Stuttgart statt.
- 1878: Am Theater an der Wien in Wien erfolgt die Uraufführung der Operette Das verwunschene Schloss von Carl Millöcker mit mundartlichen Gesängen aus Oberösterreich.
- 1935: Die Operette Herz über Bord von Eduard Künneke wird gleichzeitig in Zürich und Düsseldorf uraufgeführt.
- 1964: In den Vereinigten Staaten läuft die erste Folge der Fernseh-Quizsendung Jeopardy! über die Bildschirme.

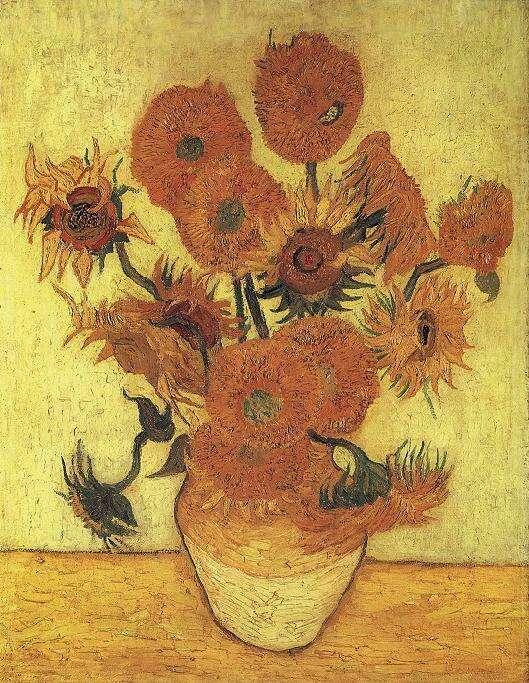
1987: Van Goghs Sonnenblumen

- 1987: Bei einer Versteigerung bei Christie’s ersteigert eine japanische Versicherungsfirma eines der Bilder aus Vincent van Goghs Gemäldeserie Sonnenblumen zum Rekordpreis von 24,75 Millionen Pfund.
- Bei der von der Academy of Motion Picture Arts and Sciences in Los Angeles veranstalteten Oscar-Verleihung sind die großen Gewinner:
  - Verleihung 1955: Die Faust im Nacken von Elia Kazan mit Marlon Brando in der Hauptrolle mit acht „Academy Awards“.
  - Verleihung 1992: Das Schweigen der Lämmer von Jonathan Demme mit Jodie Foster und Anthony Hopkins mit fünf „Academy Awards“.
- 2017: Der US-amerikanische Science-Fiction-Film Ghost in the Shell startet in den deutschen Kinos. Es handelt sich hierbei um die erste Realverfilmung des gleichnamigen Animes aus dem Jahr 1995.

### Gesellschaft

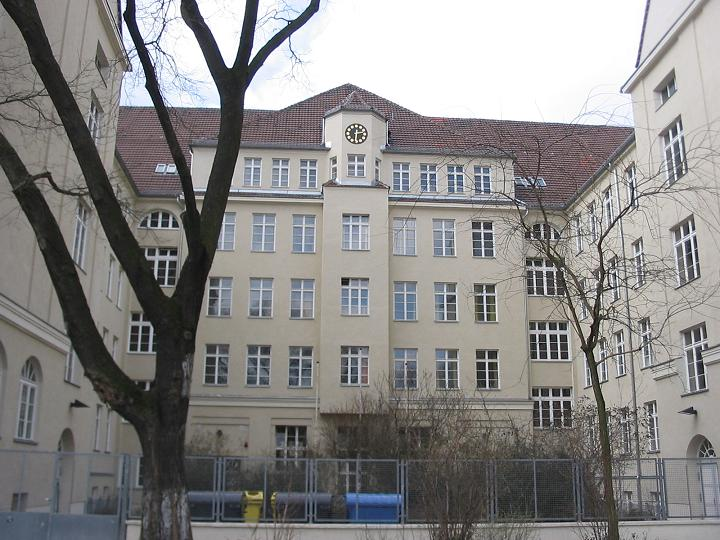
2006: Die Rütli-Schule

- 2006: Ein „Brandbrief“ des Kollegiums der Berliner Rütli-Schule über unhaltbare Zustände und schulische Gewalt an dieser Neuköllner Hauptschule wird öffentlich.

### Religion
- 0805: Liudger wird vom Kölner Erzbischof Hildebold zum ersten Bischof von Münster geweiht.
- 1847: Im von Preußens König Friedrich Wilhelm IV. erlassenen Toleranzedikt wird unter anderem der Kirchenaustritt erlaubt.

### Katastrophen
- 1899: Der britische Passagierdampfer Stella rammt vor der Insel Guernsey (Ärmelkanal) in dichtem Nebel die Felsen von Casquets und sinkt innerhalb von acht Minuten. 105 Menschen kommen ums Leben.

Kleinere Unglücksfälle sind in den Unterartikeln von Katastrophe und in der Liste von Katastrophen aufgeführt.

### Sport
- 1900: Der uruguayische Fußballverband (Asociación Uruguaya de Fútbol) wird gegründet.
- 2012: Die deutschen Paarläufer Aljona Savchenko und Robin Szolkowy gewinnen zum vierten Mal den Weltmeistertitel im Eiskunstlauf und stellen damit den Titelrekord des deutschen Paares Maxi Herber und Ernst Baier ein.
- 2025: Der Slowene Domen Prevc erzielt beim letzten Springen der Saison 2024/25 in Planica auf der Letalnica einen neuen Skiflugweltrekord von 254,5 Meter.

Einträge von Leichtathletik-Weltrekorden befinden sich unter der jeweiligen Disziplin unter Leichtathletik.

## Geboren

### Vor dem 18. Jahrhundert
- 0397: K’uk’ Bahlam I., erster historisch nachweisbarer Herrscher und Begründer der Dynastie der Maya-Stadt Palenque
- 1141: Alexios Komnenos, byzantinischer Aristokrat
- 1222: Nichiren, japanischer buddhistischer Reformer, auf den sich die Schulen des Nichiren-Buddhismus als Gründer berufen
- 1326: Iwan II., Großfürst von Wladimir-Moskau

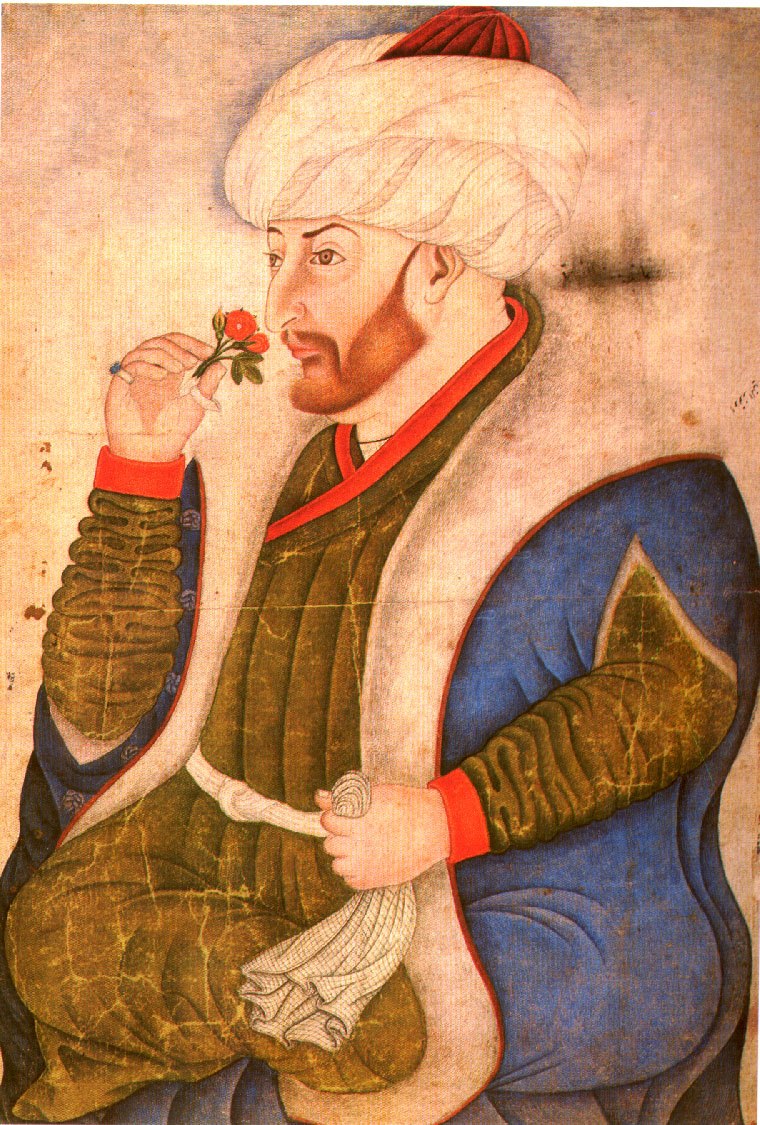
Mehmed II. (* 1432)

- 1432: Mehmed II., Sultan des Osmanischen Reichs
- 1510: Antonio de Cabezón, spanischer Komponist und Organist
- 1542: Jakob III. Fugger, deutscher Kaufmann und Grundbesitzer
- 1551: Salomon Schweigger, deutscher evangelischer Prediger, Orientreisender und Koranübersetzer
- 1562: Charles II. de Bourbon, Erzbischof von Rouen
- 1568: Sir Henry Wotton, englischer Diplomat, Dichter und Kunstkenner
- 1613: Johann Sebastian Mitternacht, deutscher Theologe und Rhetoriker, Pädagoge, Dramatiker und Barockdichter
- 1633: Friedrich II., Landgraf von Hessen-Homburg
- 1664: Johann Christoph von Naumann, deutscher Ingenieur, Offizier und Architekt
- 1665: Hans Heinrich Schulthess, Schweizer Kaufmann, Politiker und Pietist
- 1667: Jean Henri Huguetan, französischer Bankier in Dänemark
- 1671: Christine Luise von Oettingen-Oettingen, Herzogin von Braunschweig-Wolfenbüttel und Fürstin von Blankenburg
- 1673: Louis d’Aubusson, duc de La Feuillade, französischer Militär
- 1674: Jethro Tull, englischer Agrar-Pionier, gilt als Vater der Agrarwissenschaft
- 1697: Faustina Bordoni, italienische Sängerin
- 1697: Johann Baptist Xavery, niederländischer Bildhauer
- 1699: Johann Michael Breunig, deutscher Barockkomponist

### 18. Jahrhundert
- 1701: Johann Georg Beer, deutscher Architekt und Baumeister
- 1705: August Johann Rösel von Rosenhof, deutscher Naturforscher und Miniaturmaler
- 1724: Jacob Albrecht von Sienen, deutscher Bürgermeister
- 1727: Tommaso Traetta, italienischer Komponist
- 1734: Christian Gottlieb Bergmann, deutscher Jurist und Bürgermeister von Zittau
- 1739: Dominik Andreas von Kaunitz-Rietberg-Questenberg, österreichischer Diplomat und kaiserlicher Hofbeamter
- 1741: Justin Bonaventure Morard de Galles, französischer Vizeadmiral und Politiker
- 1742: Johann Heinrich Suhrlandt, deutscher Kunstmaler
- 1745: Antonio Despuig y Dameto, spanischer Kardinal

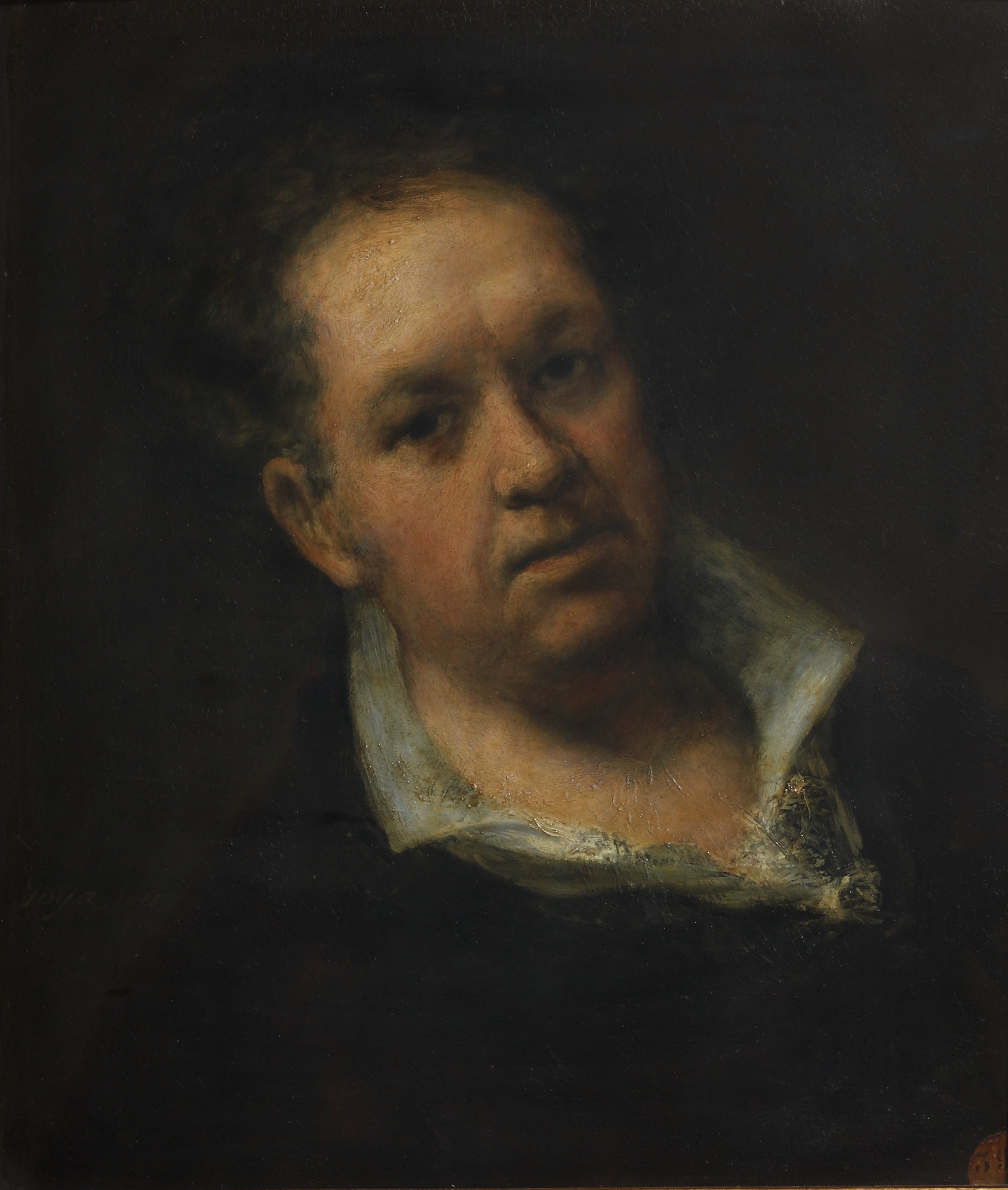
Francisco de Goya (* 1746)

- 1746: Francisco de Goya, spanischer Maler und Grafiker
- 1750: Carl Friedrich Ulrich von Ahlefeldt, Baron von Dehn auf Ludwigsburg
- 1754: Auguste Pidou, Schweizer Politiker
- 1754: Jean-François Pilâtre de Rozier, französischer Physiker und Luftfahrtpionier, gelang die erste bemannte Luftfahrt der Menschheit
- 1757: Sophie Piper, schwedische Hofdame
- 1759: Philipp Heinrich Bürgy, deutscher Orgelbauer
- 1764: Hieronymus Eschenbach, deutscher Mathematiker und Übersetzer
- 1768: Maria Reynolds, Protagonistin des ersten öffentlichen Sex-Skandals in den USA
- 1772: Johann Wilhelm Wilms, deutsch-niederländischer Komponist (Taufdatum)
- 1774: Friedrich Starke, deutscher Hornist, Kapellmeister und Komponist
- 1775: Hieronymus von Colloredo-Mansfeld, österreichischer General
- 1775: Johann Georg Gröber, österreichischer Orgelbauer
- 1776: Wassili Andrejewitsch Tropinin, russischer Maler
- 1777: Heinrich Rudolf Schinz, Schweizer Zoologe
- 1783: Immanuel Ferdinand Weihenmaier, württembergischer Verwaltungsbeamter
- 1784: Friedrich von Grolman, hessischer Richter und Abgeordneter
- 1784: Friedrich Reinshagen, preußischer Verwaltungsbeamter, Bürgermeister und Landrat
- 1785: Tomás Bobadilla, dominikanischer Politiker und Jurist und der erste Präsident der Junta Central Gubernativa Definitiva der Dominikanischen Republik
- 1785: Henry Hardinge, 1. Viscount Hardinge, britischer Feldmarschall und Staatsmann
- 1786: Karl Ferdinand von Altenbockum, kurfürstlich-hessischer Generalmajor
- 1787: Georg Christian Kessler, deutscher Schaumweinpionier, Gründer der ersten deutschen Sektkellerei
- 1788: Clemens Mersmann, deutscher Verwaltungsjurist und Politiker
- 1789: Franz Wilhelm Sieber, böhmisch-k. k. österreichischer Botaniker, Pflanzensammler und Forschungsreisender
- 1790: Erdmann von Uthmann, preußischer Generalmajor
- 1791: Carl Wilhelm Lieber, deutscher Zeichner, Maler und Restaurator
- 1792: Moritz Daniel Volkmar, deutscher Bankier
- 1793: Juan Manuel de Rosas, argentinischer Diktator
- 1794: Wilhelm von Fircks, preußischer Generalmajor
- 1795: Ernest Krähmer, österreichischer Oboist, Csakanvirtuose und Komponist
- 1797: Heinrich Wilhelm Krausnick, deutscher Jurist, Oberbürgermeister von Berlin
- 1798: Luise Hensel, deutsche Dichterin
- 1799: August Tholuck, deutscher Theologe

### 19. Jahrhundert

#### 1801–1850
- 1802: Rudolf Kinsky von Wchinitz und Tettau, böhmischer Adliger
- 1804: Salomon Sulzer, österreichischer Kantor und Kirchenmusiker
- 1808: Hans Brackebusch, deutscher Theologe und Politiker
- 1811: Robert Wilhelm Bunsen, deutscher Chemiker (Spektralanalyse, Bunsenbrenner, Bunsenelement und Bunsen-Fotometer)
- 1814: Wilhelm von Arnim, preußischer Verwaltungsbeamter
- 1814: Josef Mayburger, österreichischer Maler
- 1815: Hermann von Schmid, deutscher Schriftsteller
- 1816: Moritz Steinschneider, österreichisch-preußischer Bibliograph und Orientalist

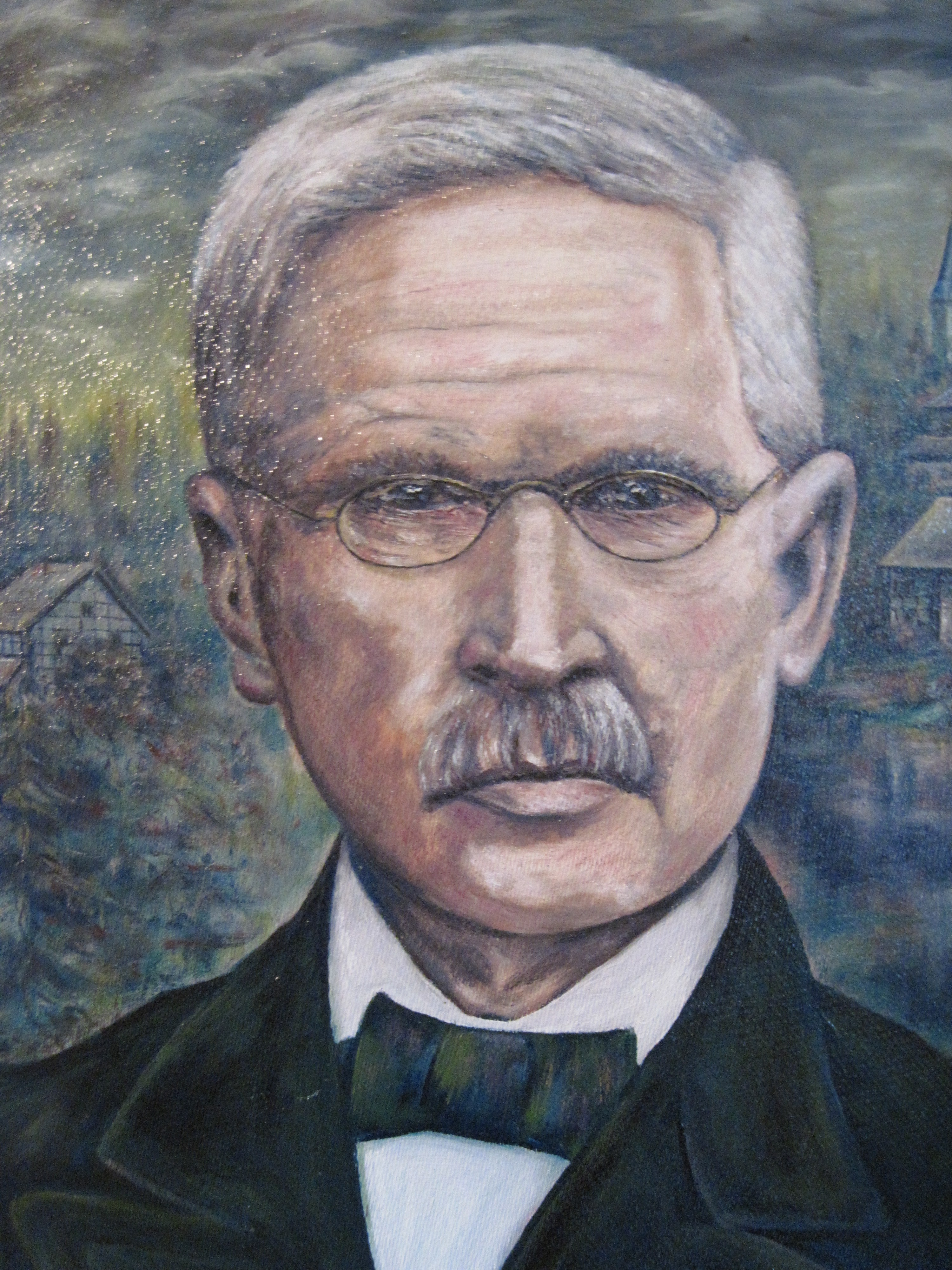
Friedrich Wilhelm Raiffeisen (* 1818)

- 1818: Friedrich Wilhelm Raiffeisen, deutscher Sozialreformer und Kommunalbeamter, Namensgeber der genossenschaftlichen Raiffeisenorganisation
- 1820: Anna Sewell, britische Schriftstellerin
- 1823: James Cox Aikins, kanadischer Politiker
- 1830: Julius Bahnsen, deutscher Philosoph
- 1830: Auguste Tolbecque, französischer Cellist, Dirigent, Komponist, Instrumentenbauer und Musikpädagoge
- 1834: Rudolph Ehlers, deutscher evangelischer Theologe und Pfarrer
- 1836: Carl Ferdinand von Stumm-Halberg, deutscher Politiker und Industrieller
- 1839: Paul-Alcide Blancpain, Schweizer Brauereiunternehmer
- 1843: Hans Hermann von Berlepsch, preußischer Jurist, Politiker und Sozialreformer
- 1844: Paul Verlaine, französischer Lyriker des Symbolismus
- 1848: Carlos María de Borbón, carlistischer Thronprätendent in Spanien und Frankreich
- 1849: Karl Armbrust, deutscher Organist und Komponist

#### 1851–1900
- 1851: Adalbert Ricken, deutscher Mykologe
- 1852: James Theodore Bent, britischer Reisender und Archäologe

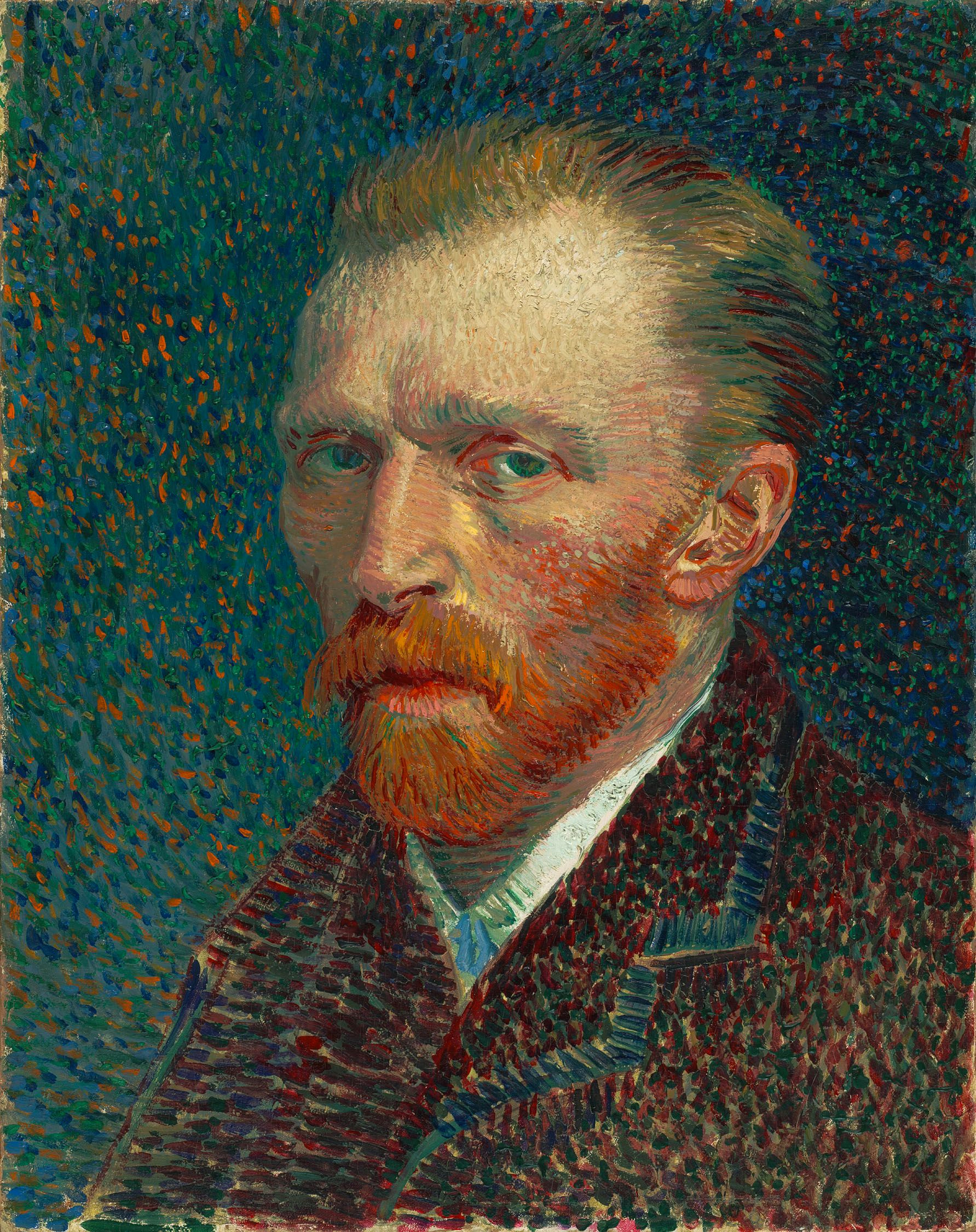
Vincent van Gogh (* 1853)

- 1853: Vincent van Gogh, niederländischer Maler und Zeichner, Mitbegründer der modernen Malerei
- 1853: Franz Philip Hosp, deutschamerikanischer Landschaftsgärtner und Baumschuler

- 1856: Dora Hitz, deutsche Malerin

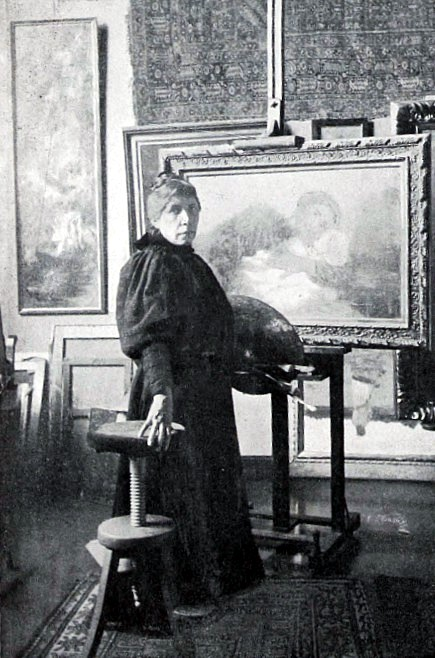
Dora Hitz (* 1856)

- 1858: Siegfried Alkan, deutscher Komponist
- 1860: Heinrich Lahmann, deutscher Arzt und Naturheiler
- 1862: Wilhelm Bode, deutscher Schriftsteller und Aktivist einer Antialkoholiker-Bewegung
- 1863: Joseph Caillaux, französischer Staatsmann der Dritten Republik, Premierminister
- 1864: Helen Abbot Merrill, US-amerikanische Mathematikerin
- 1864: Franz Oppenheimer, deutscher Arzt, Soziologe, Nationalökonom und Zionist
- 1865: Guido Maria Conforti, italienischer Bischof und Ordensgründer
- 1865: Alma Sorben-Rottock, deutsche Malerin
- 1868: Koloman Moser, österreichischer Maler, Grafiker und Kunsthandwerker
- 1869: Aleš Hrdlička, tschechisch-US-amerikanischer Anthropologe
- 1872: Frederic Austin, englischer Opernsänger und Komponist
- 1872: Sergei Nikiforowitsch Wassilenko, russischer Komponist und Dirigent
- 1874ː Clara Ragaz, Schweizer Frauenrechtlerin und Friedensaktivistin
- 1875: Hans von Müller, deutscher Germanist, Schriftsteller und Bibliothekar

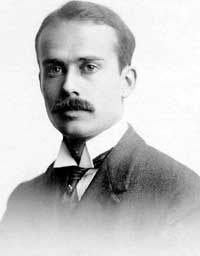
Clifford Beers (* 1876)

- 1876: Clifford Beers, US-amerikanischer Mitbegründer der amerikanischen Psychiatriereform-Bewegung, Vorläufer von Mental Health America
- 1876: Bernhard Harms, deutscher Wirtschaftswissenschaftler
- 1877: Régulo Rico, venezolanischer Komponist und Musikpädagoge
- 1877: Wolfgang zu Ysenburg und Büdingen, 4. Fürst zu Ysenburg-Büdingen
- 1878: Werner Krüger, deutscher Radsportler und Schrittmacher
- 1879: Bernhard Schmidt, deutscher Optiker und Erfinder (Schmidt-Teleskop)
- 1880: Artur Jacobs, deutscher Philosoph
- 1880: Seán O’Casey, irischer Dramatiker
- 1882: Melanie Klein, österreichisch-britische Psychoanalytikerin
- 1884: Alexander Graumüller, deutscher Oberingenieur und Automobilrennfahrer
- 1886: Joachim von Delbrück, deutscher Schriftsteller, Kritiker und Herausgeber
- 1886: Henry Lehrman, österreichisch-US-amerikanischer Film-Schauspieler, -regisseur, -produzent, Produktionsleiter und Drehbuchautor
- 1888: Edvardas Adamkevičius, litauischer General
- 1890: Reinhold Ewald, deutscher Lehrer und Maler des Expressionismus
- 1891: Josefa Berens-Totenohl, deutsche Schriftstellerin, Malerin und Lehrerin
- 1891: Leo Reuss, deutsch-österreichischer Schauspieler und Regisseur

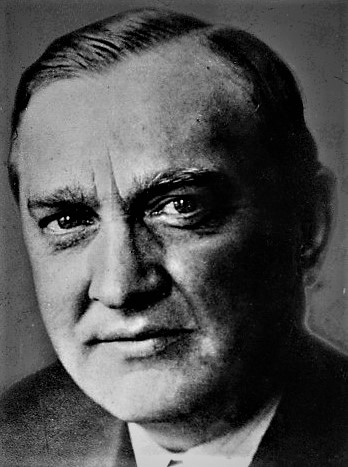
Stefan Banach (* 1892)

- 1892: Stefan Banach, polnischer Mathematiker
- 1892: Erhard Milch, deutscher Generalfeldmarschall, Generalinspekteur der Luftwaffe, Generalluftzeugmeister, Kriegsverbrecher
- 1892: Erwin Panofsky, deutscher Kunsthistoriker
- 1892: Nosaka Sanzō, japanischer Politiker, Mitbegründer der Kommunistischen Partei Japans
- 1894: Roland Bainton, US-amerikanischer Theologe, Kirchenhistoriker und Hochschullehrer
- 1894: Sergei Wladimirowitsch Iljuschin, russischer Ingenieur und Flugzeugbauer
- 1894: Paul Nikolaus, deutscher Conférencier, Kabarettist, Dichter und Bühnenautor
- 1895: Josef Bürckel, deutscher Politiker im Nationalsozialismus, Gauleiter, Mitverantwortlicher von Deportationen (Wagner-Bürckel-Aktion)
- 1895: Jean Giono, französischer Schriftsteller
- 1895: Carl Lutz, Schweizer Diplomat
- 1897: Marion von Klot, deutsch-baltische Sängerin und evangelische Märtyrerin
- 1898: Heinz Risse, deutscher Schriftsteller und Automobilrennfahrer
- 1899: Cyril Radcliffe, britischer Rechtsanwalt und Autor, bekannt durch Radcliffe-Linie als Grenze zwischen Indien und Pakistan
- 1900: Rudolf Sang, deutscher Schauspieler, Regisseur und Theaterintendant
- 1900: Santos Urdinarán, uruguayischer Fußballspieler

### 20. Jahrhundert

#### 1901–1925

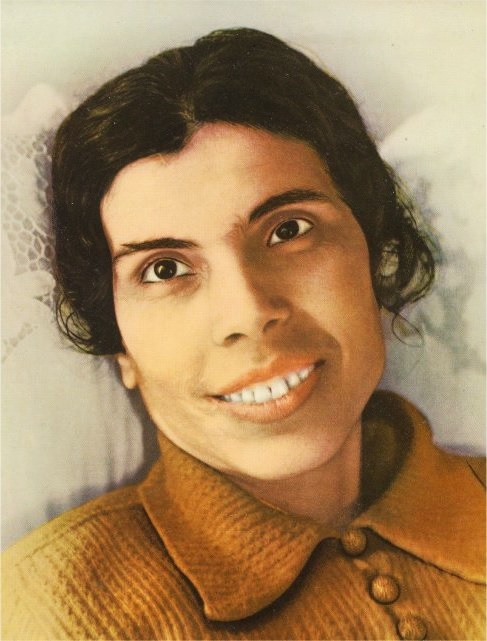
Alexandrina von Balazar (* 1904)

- 1902: Victor Emanuel Anderson, US-amerikanischer Politiker
- 1902: Brooke Astor, US-amerikanische Philanthropin
- 1902: Ted Heath, britischer Posaunist und Bandleader
- 1902: Peeter Sink, estnischer Pfarrer, Lyriker, Maler und Photograph
- 1903: Hans Ludwig Pfeiffer, deutscher Maler und Bildhauer
- 1904: Alexandrina Maria da Costa, portugiesische Mystikerin
- 1904: E. P. Jacobs, belgischer Zeichner von Comics (Blake und Mortimer)
- 1904: Ernesto de la Guardia Navarro, panamaischer Staatspräsident
- 1905: Lonnie Austin, US-amerikanischer Old-Time-Musiker
- 1905: Archie Birkin, britischer Motorradrennfahrer
- 1905: Albert Pierrepoint, britischer Henker
- 1906: Kurt Fried, deutscher Publizist, Herausgeber und Kunstmäzen
- 1906: Friedrich Fritz, deutscher Politiker, MdB
- 1906: Erika Mitterer, österreichische Schriftstellerin
- 1907: Lee Bartlett, US-amerikanischer Speerwerfer

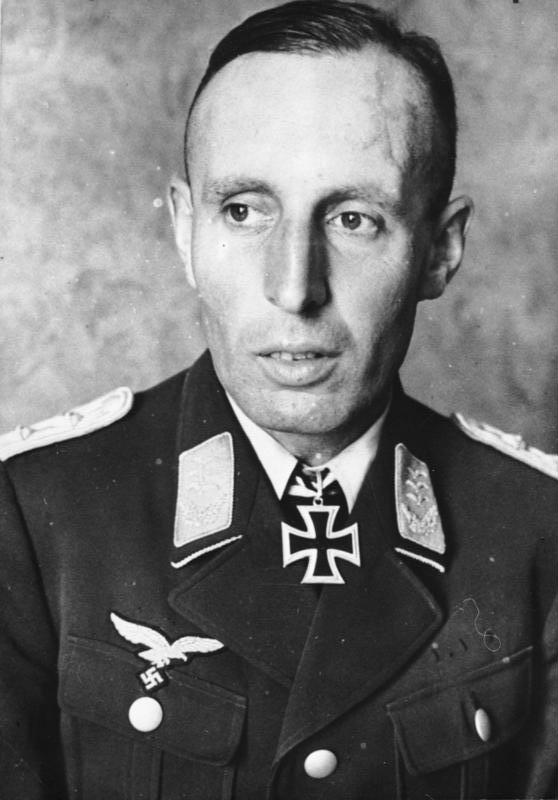
Friedrich August von der Heydte (* 1907)

- 1907: Friedrich August Freiherr von der Heydte, deutscher Staatsrechtler, Richter, Offizier, Politiker, MdL
- 1909: John Anthony Burns, US-amerikanischer Politiker
- 1909: Ernst Gombrich, österreichischer Kunsthistoriker
- 1909: Miriam Becker Mazur, amerikanische Mathematikerin
- 1910: Józef Marcinkiewicz, polnischer Mathematiker
- 1911: Ekrem Akurgal, türkischer Archäologe und Professor
- 1911: Heini Dittmar, deutscher Luftpionier und Testpilot
- 1911: Lester Stoefen, US-amerikanischer Tennisspieler und -trainer
- 1913: Marc Davis, US-amerikanischer Trickfilmzeichner
- 1913: Frankie Laine, US-amerikanischer Sänger, Entertainer und Schauspieler
- 1913: Rudolf Noack, deutscher Fußballspieler
- 1914: Charles Green, britischer Bobfahrer und Kampfpilot
- 1914: Richard Kubus, deutscher Fußballspieler
- 1914: Sonny Boy Williamson I., US-amerikanischer Bluesmusiker und Mundharmonikaspieler

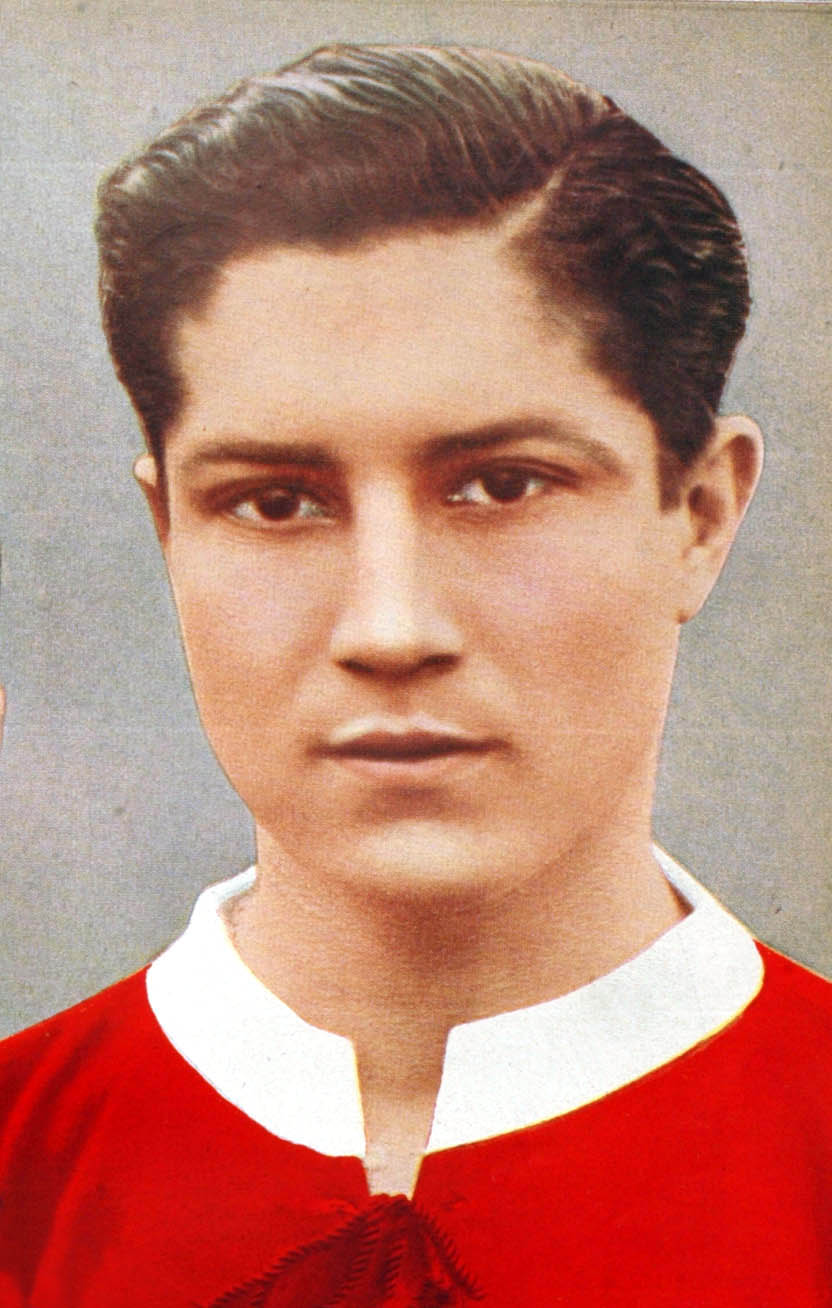
Arsenio Erico (* 1915)

- 1915: Arsenio Erico, paraguayischer Fußballspieler
- 1915: Pietro Ingrao, italienischer Journalist und Politiker
- 1916: Carl Helmut Steckner, deutscher Maler, Journalist und Regionalforscher
- 1917: Els Aarne, estnische Komponistin
- 1917: Thaddäus Schwabl, österreichischer Skirennläufer
- 1919: Christian Aigrinner, deutscher Kunstmaler, Zeichner und Graphiker
- 1919: McGeorge Bundy, US-amerikanischer Politiker, Nationaler Sicherheitsberater
- 1920: Walt Szot, US-amerikanischer American-Football-Spieler
- 1921ː Alma Bacciarini, Schweizer Politikerin (FDP), erste Tessinerin im Nationalrat, Frauenrechtlerin
- 1921: Aquilino Boyd, panamaischer Diplomat und Politiker
- 1921: Oto Ferenczy, slowakischer Komponist, Musikwissenschaftler und Musikpädagoge

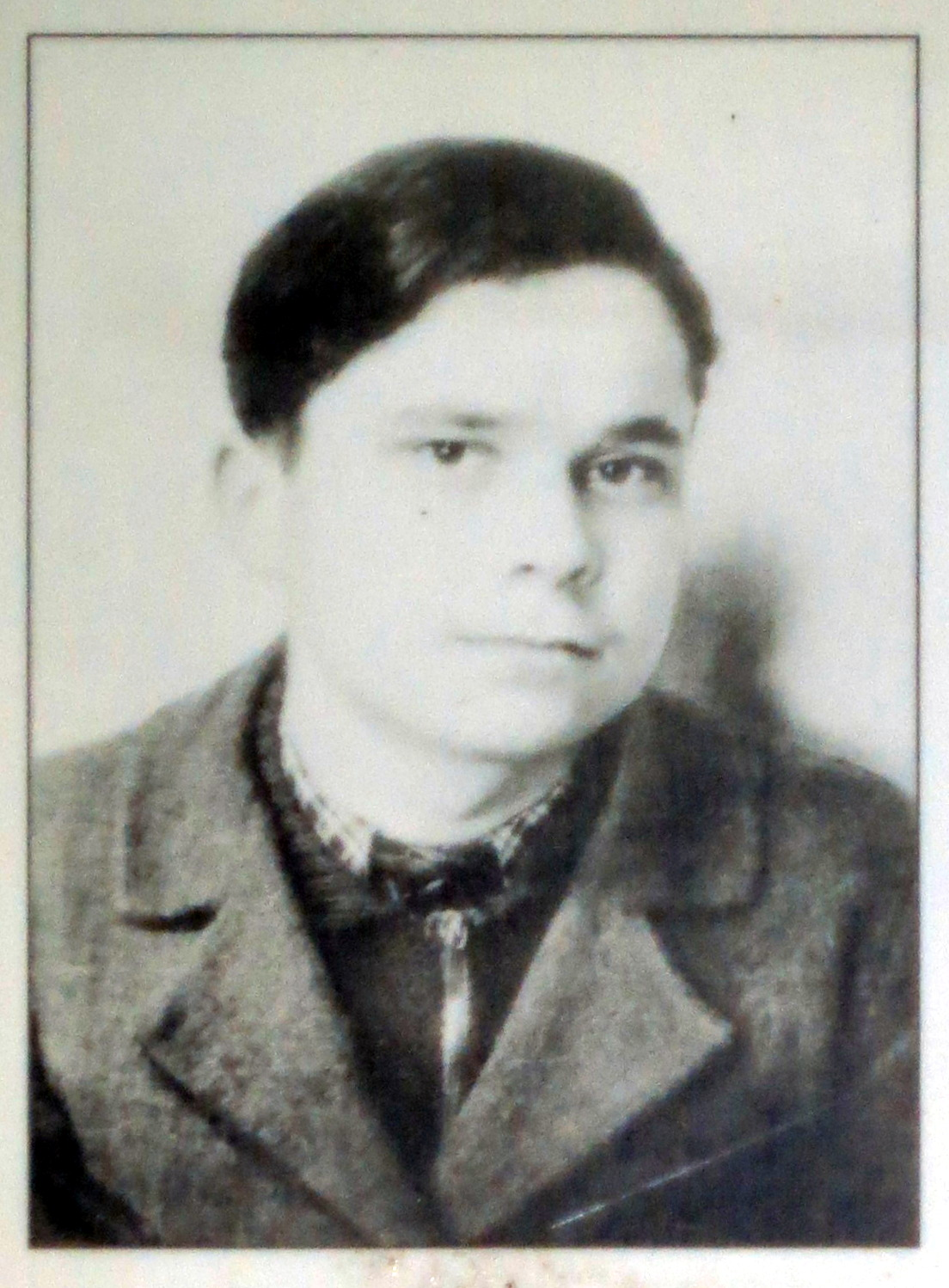
Walter Klingenbeck (* 1924)

- 1921: Ishii Kan, japanischer Komponist
- 1921: Christa Lehmann, deutsche Schauspielerin und Regisseurin
- 1922: Peter Jona Korn, deutscher Komponist
- 1922: German Germanowitsch Galynin, russischer Komponist
- 1922: Virgilio Noè, italienischer Priester, Bischof und Kardinal
- 1923: Herbert Asmodi, deutscher Schriftsteller, Dramatiker und Drehbuchautor
- 1923: Walter Niephaus, deutscher Schachspieler
- 1924: Milko Kelemen, kroatischer Komponist und Musikpädagoge
- 1924: Walter Klingenbeck, deutscher Widerstandskämpfer
- 1924: Traute Richter, deutsche Schauspielerin
- 1925: Ivo Malec, französischer Komponist
- 1925: Hans Reichelt, deutscher Offizier und Politiker, Minister in der DDR

#### 1926–1950

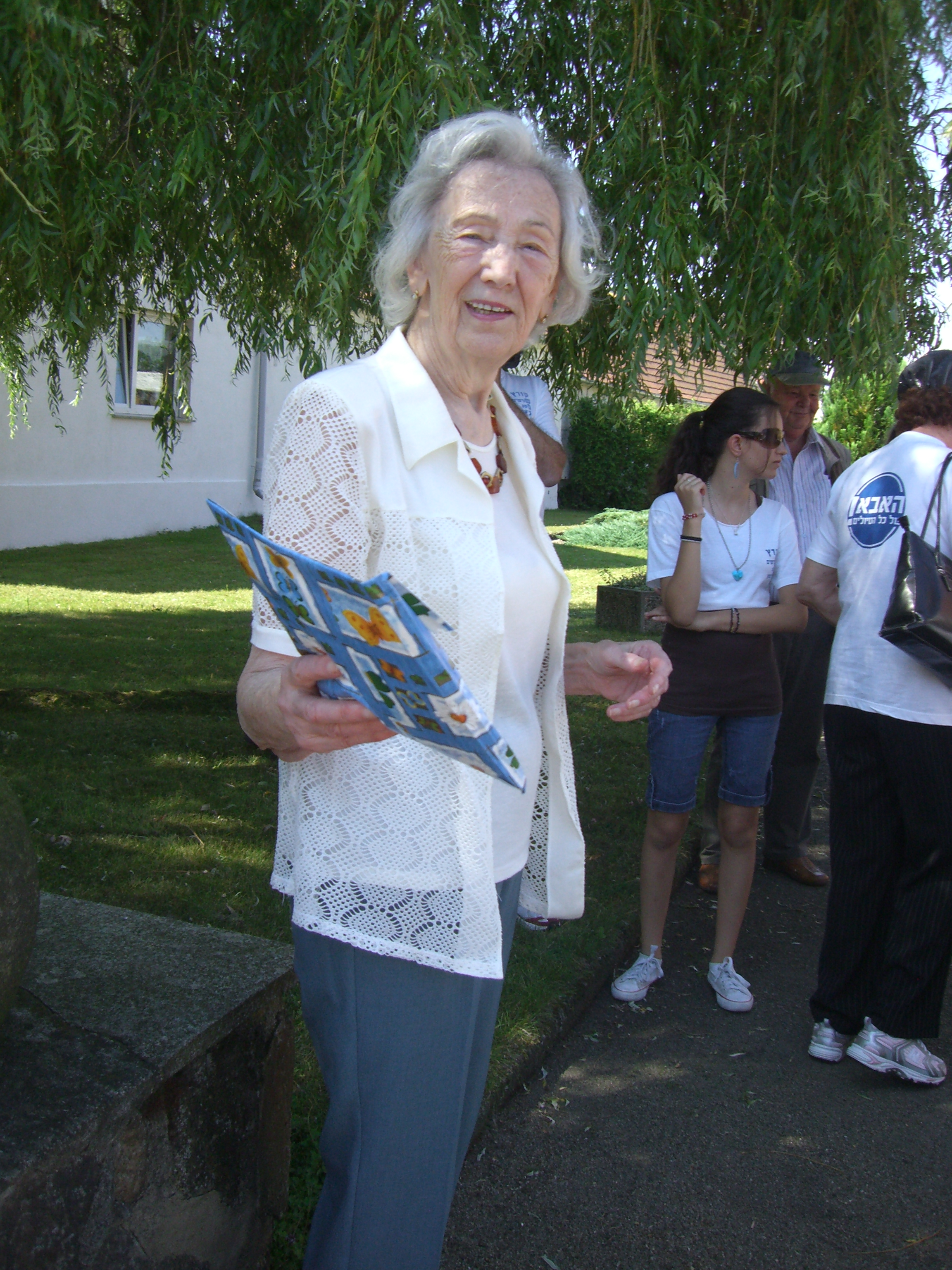
Erika Arlt (* 1926)

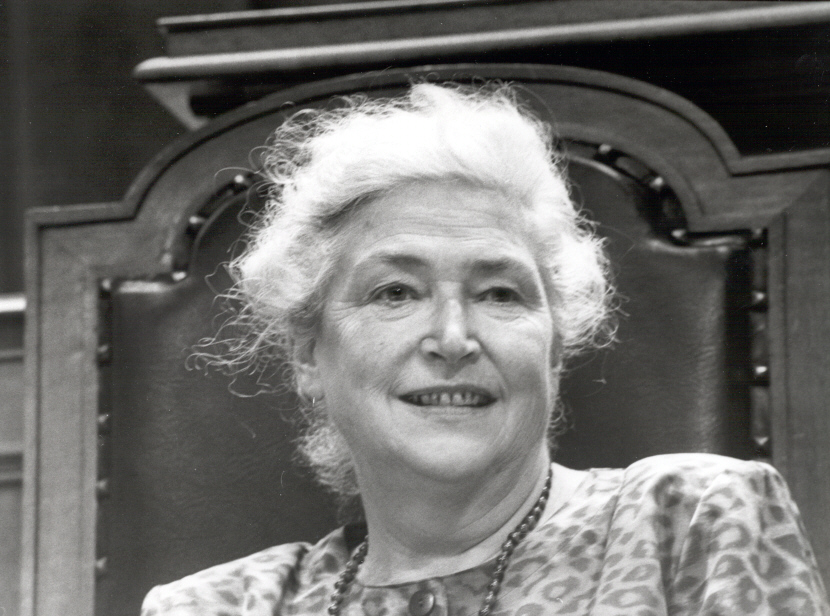
Esther Bührer (* 1926)

- 1926: Erika Arlt, deutsche Heimatforscherin
- 1926: Esther Bührer, Schweizer Politikerin
- 1926: Sydney Chaplin, US-amerikanischer Schauspieler
- 1926ː Ursula Edelmann, deutsche Fotografin
- 1926: Ingvar Kamprad, schwedischer Unternehmer, Gründer von IKEA
- 1926: Heinz Kretzschmar, deutscher Jazzmusiker und Arrangeur
- 1927: Karola Ágai, ungarische Opernsängerin

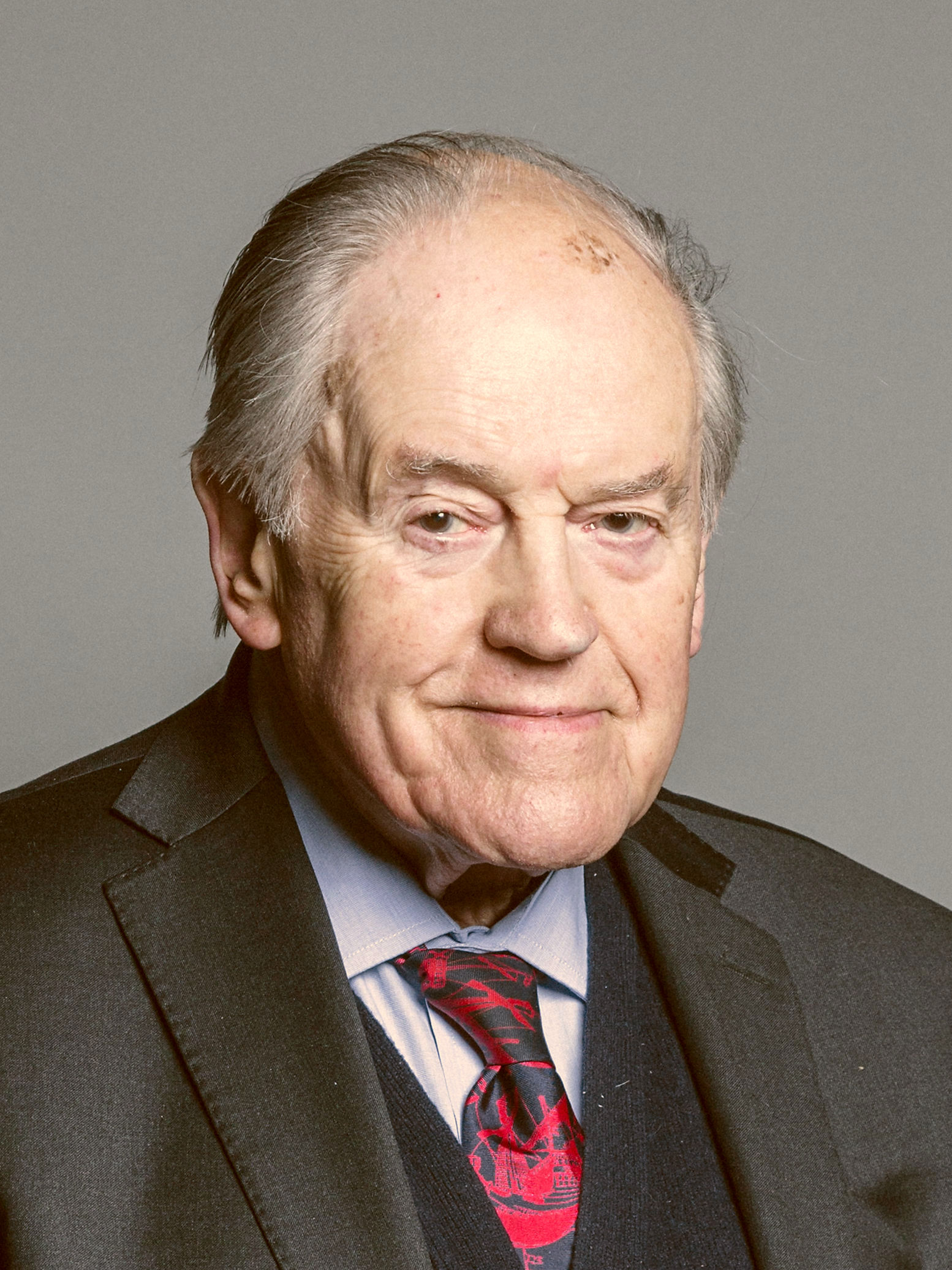
Robert Armstrong (* 1927)

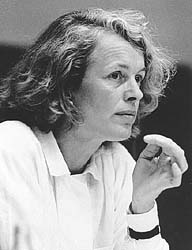
Christine Wolter (* 1939)

- 1927: Robert Armstrong, Baron Armstrong of Ilminster, britischer Politiker und Life Peer
- 1927: John Nicolas Coldstream, britischer Klassischer Archäologe
- 1927: Egon Günther, deutscher Filmregisseur und Schriftsteller
- 1928: Aurel Anton, rumänischer Schachspieler
- 1928: Diether de la Motte, deutscher Musiker, Komponist, Musiktheoretiker und Hochschullehrer
- 1928: Adriaan von Müller, deutscher Prähistoriker
- 1928: Tom Sharpe, südafrikanisch-britischer Autor
- 1929: István Rózsavölgyi, ungarischer Mittelstreckenläufer und Olympiamedaillengewinner
- 1930: John Allen Astin, US-amerikanischer Schauspieler und Regisseur
- 1930: Laetitia Boehm, deutsche Historikerin
- 1930: Félix Guattari, französischer Psychiater und Psychoanalytiker
- 1930: Rolf Harris, australischer Musiker, Maler und Fernsehunterhalter
- 1930: Preben Kaas, dänischer Schauspieler, Komiker und Drehbuchautor
- 1930: Heinrich Marti, Schweizer Lehrer und Altphilologe
- 1930: Manfred Schubert, deutscher Verfahrenstechniker
- 1931: Sándor Szokolay, ungarischer Komponist
- 1933: William „Bill“ Bradley, britischer Radrennfahrer
- 1933: Jean-Claude Brialy, französischer Schauspieler und Regisseur
- 1933: Braulio Castillo, puerto-ricanischer Schauspieler
- 1933: Boris Karadimtschew, bulgarischer Komponist und Songwriter
- 1934: Mahmut Atalay, türkischer Ringer
- 1934: Achim Freyer, deutscher Regisseur, Bühnen- und Kostümbildner und Maler
- 1934: Hans Hollein, österreichischer Architekt und Designer
- 1935: Karl Berger, deutscher Jazz-Vibraphonist und Pianist
- 1935: John Eaton, US-amerikanischer Komponist und Pianist
- 1935: Heather Goodman, britische Kanutin
- 1935: Gordon Mumma, US-amerikanischer Komponist und Hornist
- 1935: Karl Segelbacher, deutscher Fußballspieler
- 1936: Walter Augustin, deutscher Politiker
- 1936: Erwin J. Haeberle, deutscher Sexualwissenschaftler
- 1936: Robert C. Jones, US-amerikanischer Filmeditor und Drehbuchautor
- 1937: Warren Beatty, US-amerikanischer Schauspieler, Regisseur, Drehbuchautor, Produzent und politischer Aktivist
- 1937: Janos Frecot, deutscher Herausgeber und Sammler
- 1937: Detlev von Larcher, deutscher Politiker, MdB
- 1938: Klaus Schwab, Schweizer Wirtschaftswissenschaftler, Gründer des Weltwirtschaftsforums
- 1939: Donald Adamson, britischer Historiker
- 1939: Robert Herbin, französischer Fußballspieler und -trainer
- 1939: Jiří Hrzán, tschechischer Schauspieler
- 1939: Ernst-Georg Schwill, deutscher Schauspieler
- 1939: Christine Wolter, deutsche Schriftstellerin
- 1940: David Askevold, US-amerikanisch-kanadischer Künstler
- 1940: Gerhard Dallinger, österreichischer Komponist, Dirigent und Chorleiter
- 1940: Astrud Gilberto, US-amerikanische Sängerin und Komponistin
- 1940: Wilhelm von Gottberg, deutscher Politiker und Vertriebenenfunktionär
- 1940: Jerry Lucas, US-amerikanischer Basketballspieler
- 1940: Uwe Timm, deutscher Schriftsteller, Drehbuchautor und Regisseur
- 1941: André de Cortanze, französischer Rennwagenkonstrukteur und Automobilrennfahrer
- 1941: Kurt Pfammatter, Schweizer Eishockeyspieler
- 1942: María del Carmen Aquino, uruguayische Schriftstellerin und Journalistin
- 1942: Cor Schuuring, niederländischer Radrennfahrer
- 1942: Fred Stalder, französischer Automobilrennfahrer und Rennstallbesitzer
- 1943: Siegfried Gottwald, deutscher Mathematiker, Logiker und Wissenschaftshistoriker
- 1944: Gert Heidenreich, deutscher Schriftsteller, Journalist und Fernsehsprecher

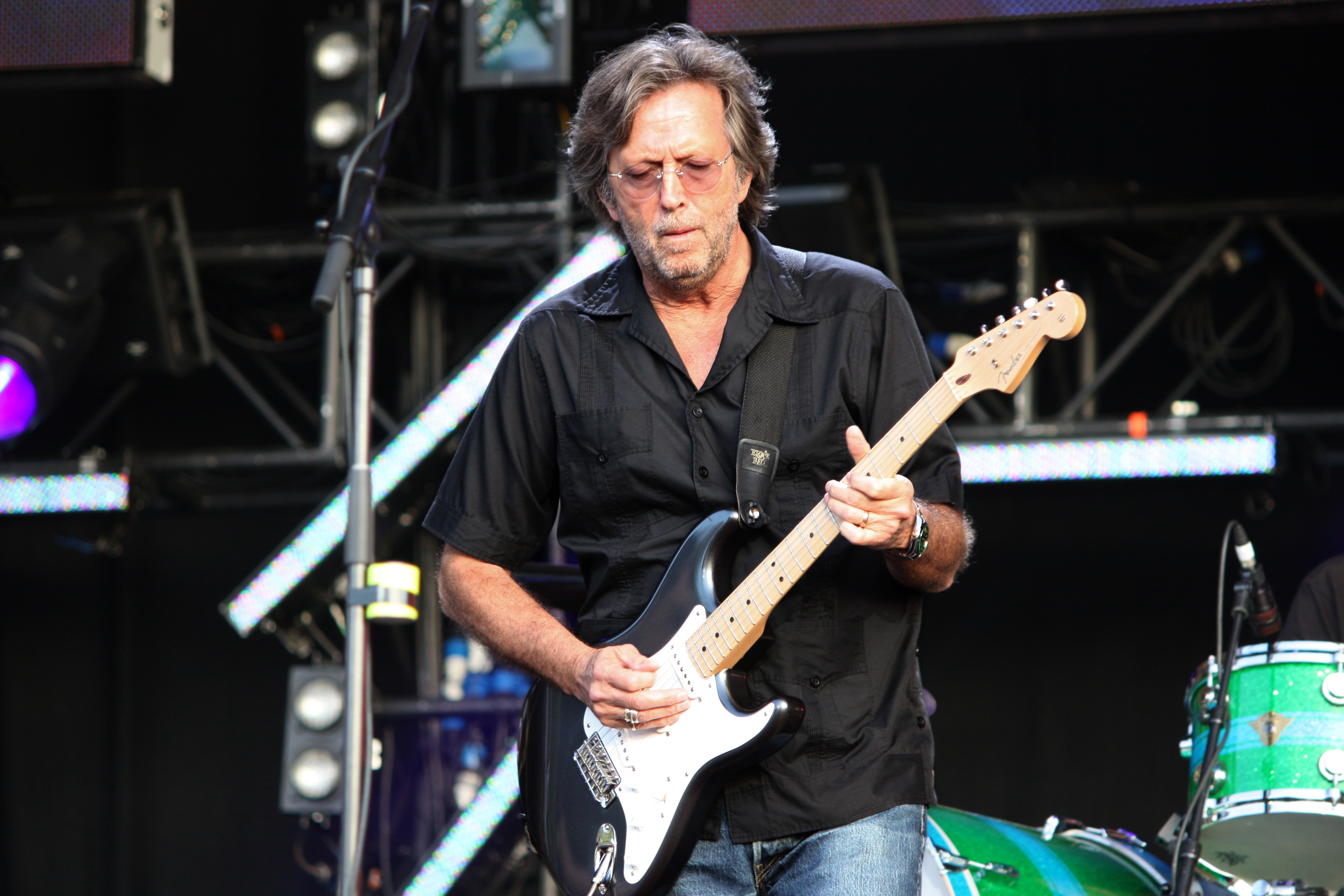
Eric Clapton (* 1945)

- 1945: Eric Clapton, britischer Blues- und Rock-Gitarrist und -Sänger
- 1945: Marga Elser, deutsche Politikerin, MdB
- 1945: Johnnie Walker, britischer Radiomoderator und DJ
- 1946: Namat Abdullah, malaysischer Fußballspieler
- 1946: Reinhold Adelmann, deutscher Fußballspieler
- 1946: Wolfgang Spindler, deutscher Richter, Präsident des Bundesfinanzhofs
- 1947: Marilyn Crispell, US-amerikanische Jazzpianistin
- 1947: Jürgen Fliege, deutscher evangelischer Theologe, Publizist und Talkshowmoderator
- 1947: Michael Ramsden, australischer Maler
- 1947: Terje Venaas, norwegischer Jazzbassist
- 1947: Karlheinz Volz, deutscher Fußballspieler
- 1947: Joe Williams, US-amerikanischer American-Football-Spieler
- 1948: Eddie Jordan, irischer Automobilrennfahrer und Teambesitzer, Gründer von Jordan Grand Prix
- 1949: José Natividad González Parás, mexikanischer Politiker, Gouverneur von Nuevo León
- 1949: Lene Lovich, US-amerikanische Sängerin und Songschreiberin
- 1949: Michael Ringier, Schweizer Verleger
- 1949: Hans Zach, deutscher Eishockeytrainer
- 1950: Robbie Coltrane, britischer Schauspieler
- 1950: Bernd Grimmer, deutscher Volkswirt und Politiker
- 1950: Arno Jehli, Schweizer Musiker und Komponist
- 1950: Mathou, deutscher Sänger

#### 1951–1975
- 1951: Musa Aman, malaysischer Politiker, Ministerpräsident von Sabah
- 1951: Barbara Britch, US-amerikanische Skilangläuferin

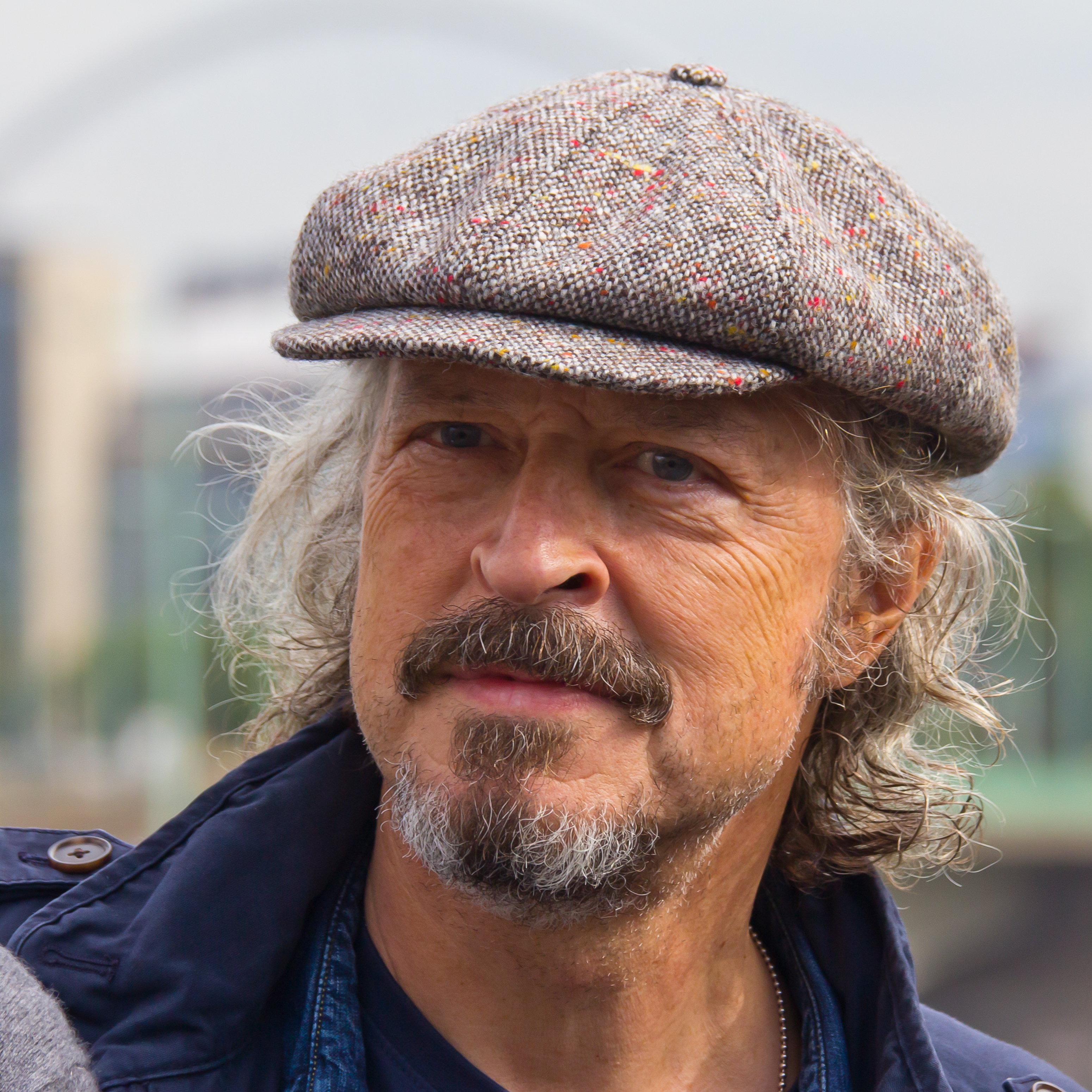
Wolfgang Niedecken (* 1951)

- 1951: Wolfgang Niedecken, deutscher Sänger, Musiker (BAP) und bildender Künstler
- 1951: Anton Tkáč, tschechoslowakischer Radrennfahrer
- 1952: Jose F. Advincula, philippinischer Erzbischof von Capiz und Kardinal
- 1952: Wallace Arthur, britischer Zoologe
- 1952: Peter Bodenmann, Schweizer Politiker und Unternehmer
- 1952: Stuart Dryburgh, britischer Kameramann
- 1952: Udo Horsmann, deutscher Fußballspieler und Möbeldesigner
- 1952: Mikko Huhtala, finnischer Ringer
- 1952: Klaus Pohl, deutscher Schauspieler, Theaterregisseur, Dramatiker und Drehbuchautor
- 1953: Rudolf Taschner, österreichischer Mathematiker und Autor
- 1954: Christiane Rousseau, kanadische Mathematikerin
- 1954: Bernd Saxe, deutscher Politiker, MdL, Bürgermeister der Hansestadt Lübeck
- 1955: Connie Cato, US-amerikanische Country-Sängerin
- 1955: Petra Kasten, deutsche Malerin und Grafikerin
- 1956: Gunnar Brands, deutscher Klassischer Archäologe
- 1956: Theo Breuer, deutscher Schriftsteller und Herausgeber
- 1956: Helmut Diegel, deutscher Politiker, MdL und Beamter
- 1956: Paul Reiser, US-amerikanischer Schauspieler
- 1957: Jelena Wladimirowna Kondakowa, russische Kosmonautin
- 1957: Dave Stryker, US-amerikanischer Jazzgitarrist
- 1958: Hajer Bahouri, tunesisch-französische Mathematikerin
- 1958: Markus Hinterhäuser, österreichischer Pianist und Kulturmanager
- 1960: Heinrich Bedford-Strohm, deutscher Theologe, Landesbischof der Evangelisch-Lutherischen Kirche in Bayern
- 1960: Bill Johnson, US-amerikanischer Skirennläufer

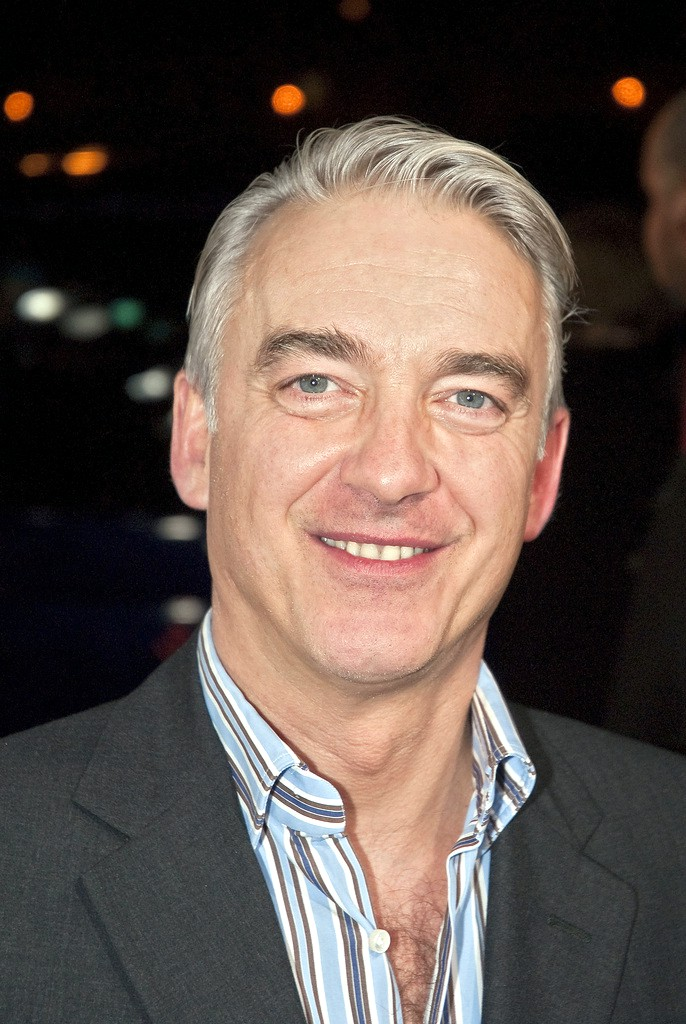
Christoph M. Ohrt (* 1960)

- 1960: Christoph M. Ohrt, deutscher Schauspieler
- 1960: Andre Zalbertus, deutscher Fernsehjournalist, Buchautor
- 1961: Jóhann Ásmundsson, isländischer Bassist
- 1961: Apirak Kosayodhin, thailändischer Manager und Politiker, Gouverneur von Bangkok
- 1961: Tina May, britische Jazzsängerin
- 1961: Carsten Meyer-Heder, deutscher Politiker und IT-Unternehmer
- 1961: Mike Thackwell, neuseeländischer Automobilrennfahrer
- 1962: Kathrin Amacker, Schweizer Managerin und Politikerin, Nationalrätin
- 1962: MC Hammer, US-amerikanischer Rapper
- 1963: Tsachiagiin Elbegdordsch, mongolischer Politiker, Premierminister, Staatspräsident
- 1963: Oleksij Mychajlytschenko, ukrainischer Fußballtrainer
- 1964: Muhammed Altıntaş, türkischer Fußballspieler

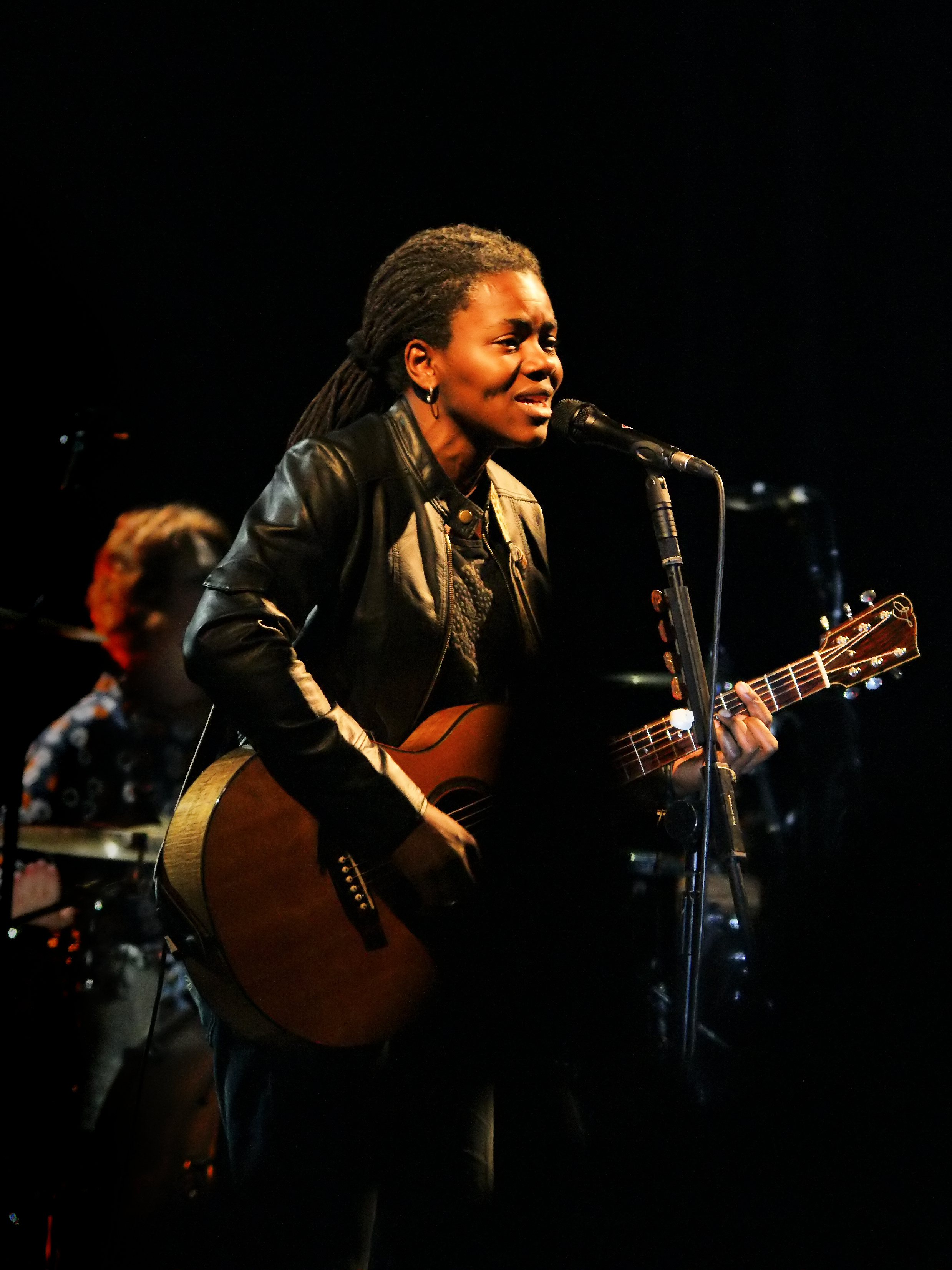
Tracy Chapman (* 1964)

- 1964: Tracy Chapman, US-amerikanische Sängerin und Songschreiberin
- 1964: Michael Frieser, deutscher Politiker und Rechtsanwalt
- 1964: Mauro Galvano, italienischer Profiboxer

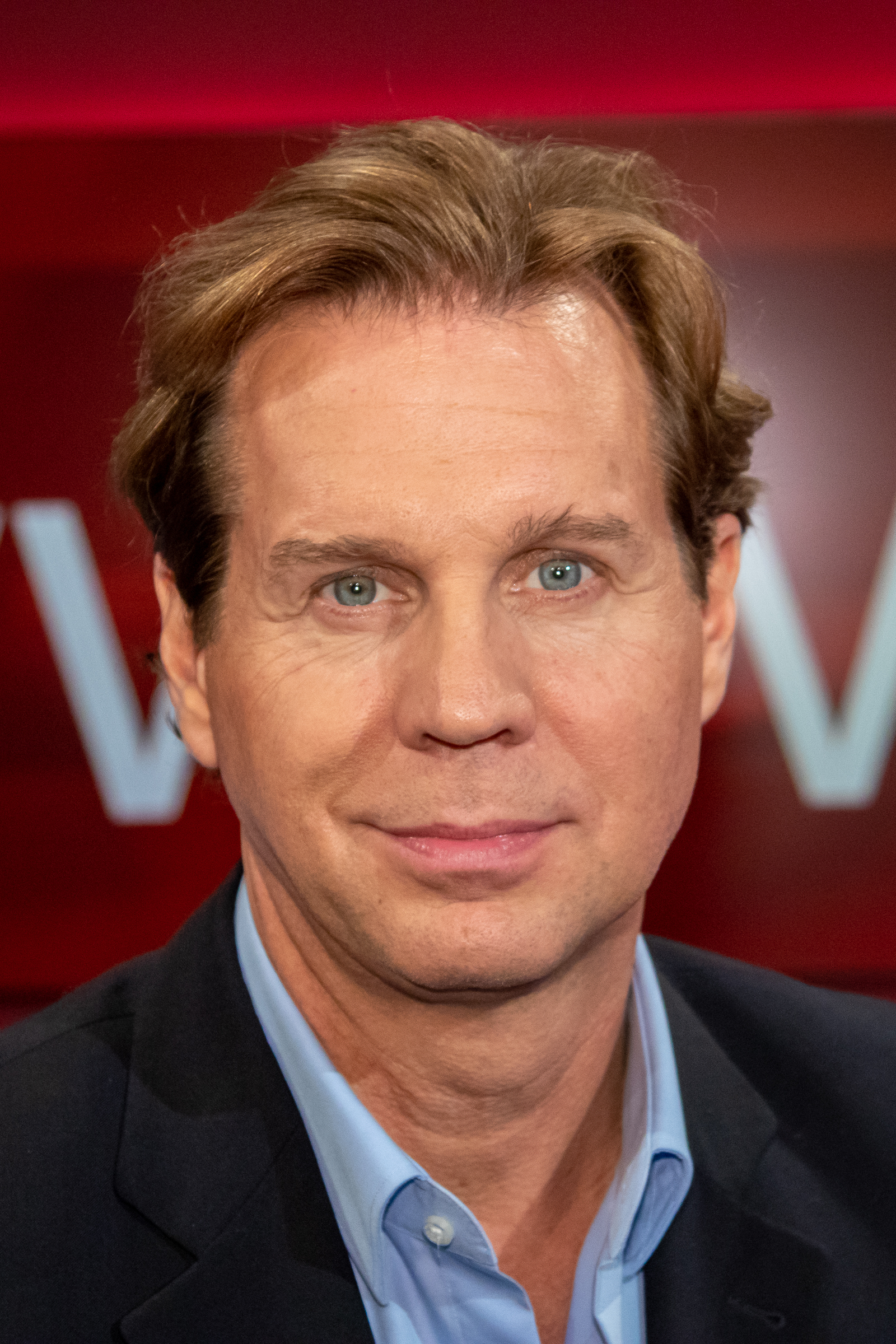
Thomas Heinze (* 1964)

- 1964: Thomas Heinze, deutsch-amerikanischer Filmschauspieler
- 1964: Rüdiger Hoffmann, deutscher Kabarettist und Musiker
- 1964: Maria Hofstätter, österreichische Film- und Theaterschauspielerin
- 1964: Corey Millen, US-amerikanischer Eishockeyspieler
- 1964: Stefan Wolfinger, liechtensteinischer Fussballtorhüter
- 1964: Ian Ziering, US-amerikanischer Schauspieler
- 1965: Thomas Adasch, deutscher Politiker, MdL
- 1965: Jacqueline Börner, deutsche Eisschnellläuferin, Weltmeisterin, Olympiasiegerin
- 1965: Paul Harather, österreichischer Filmregisseur, Produzent und Drehbuchautor
- 1965: Juliet Landau, US-amerikanische Schauspielerin
- 1965: Piers Morgan, britischer Reporter
- 1965: Karel Nováček, tschechischer Tennisspieler
- 1966: Vincenzo Amato, italienischer Bildhauer und Schauspieler
- 1966: Melanie Palenik, US-amerikanische Freestyle-Skierin
- 1966: Sieglinde Winkler, österreichische Skirennläuferin
- 1967: Megumi Hayashibara, japanische Synchronsprecherin und Sängerin
- 1968: Patrick Bach, deutscher Schauspieler

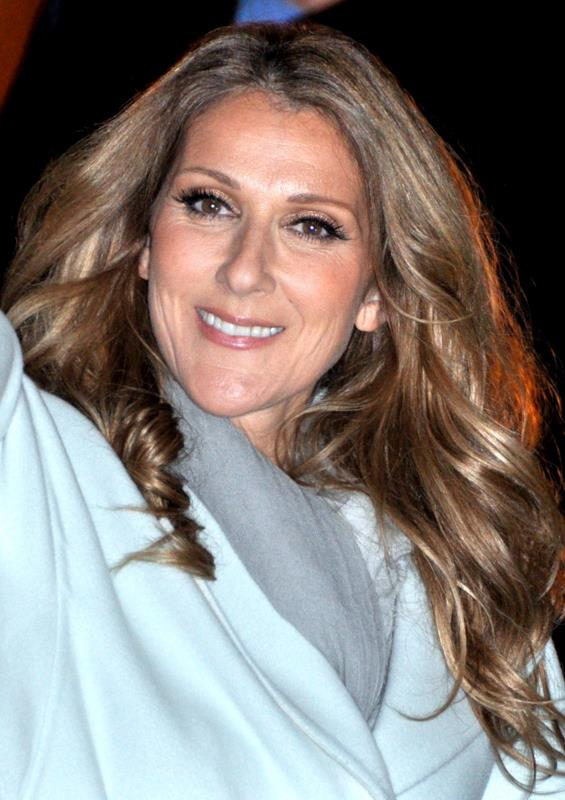
Céline Dion (* 1968)

- 1968: Céline Dion, frankokanadische Popsängerin
- 1969: Mark Astley, kanadisch-schweizerischer Eishockeyspieler
- 1969: Troy Bayliss, australischer Motorradrennfahrer
- 1970: Stéphane Ortelli, monegassischer Automobilrennfahrer
- 1971: Peyman Amin, deutscher Booker und Modelagent
- 1971: Fabrizio De Simone, italienischer Automobilrennfahrer
- 1972: Mili Avital, israelische Film- und Theaterschauspielerin
- 1972: Karel Poborský, tschechischer Fußballspieler
- 1972: Heiko Ruprecht, deutscher Schauspieler
- 1972: Keirut Wenzel, deutscher Comedian, Schauspieler, Moderator
- 1973: Brian Behlendorf, US-amerikanischer Softwareentwickler
- 1973: Auður Jónsdóttir, isländische Schriftstellerin und Journalistin
- 1973: Jan Koller, tschechischer Fußballspieler
- 1973: Michaela Schanze, deutsche Handballspielerin
- 1974: Tomislav Butina, kroatischer Fußballspieler
- 1975: Akshaye Khanna, indischer Filmschauspieler

#### 1976–2000
- 1976: Ty Conklin, US-amerikanischer Eishockeytorwart
- 1976: Bernardo Corradi, italienischer Fußballspieler und -trainer
- 1976: Obadele Thompson, barbadischer Leichtathlet, Olympiamedaillengewinner
- 1977: Marc Gicquel, französischer Tennisspieler
- 1977: Gianluca Grava, italienischer Fußballspieler
- 1977: Anna Hepp, deutsche Dokumentarfilmerin, Fotografin und Künstlerin
- 1977: Antonio Langella, italienischer Fußballspieler
- 1977: Natallja Laurynenka, belarussische Ruderin
- 1977: Isabel Siebert, deutsche Politikerin, MdL
- 1978: Teemu Aalto, finnischer Eishockeyspieler
- 1978: Paweł Czapiewski, polnischer Leichtathlet
- 1978: Robert Francz, deutscher Eishockeyspieler
- 1978: Jan Gorr, deutscher Handballtrainer
- 1978: Christoph Spycher, Schweizer Fußballspieler
- 1979: Elinton Andrade, brasilianischer Fußballtorhüter
- 1979: Sean Garrett, US-amerikanischer Songwriter, R&B-Sänger und Musikproduzent
- 1979: Stéphane Grichting, Schweizer Fußballer
- 1979: Thierry Gueorgiou, französischer Orientierungsläufer
- 1979: Norah Jones, US-amerikanische Sängerin
- 1979: Jürgen Pinter, österreichischer Skilangläufer
- 1979: Simon Webbe, britischer Sänger
- 1980: Katrine Lunde Haraldsen, norwegische Handballspielerin
- 1980: Kristine Lunde-Borgersen, norwegische Handballspielerin
- 1980: Ricardo Osorio, mexikanischer Fußballspieler
- 1980: Santiago Urdiales, spanischer Handballspieler
- 1980: Winter Ave Zoli, US-amerikanische Schauspielerin und Model

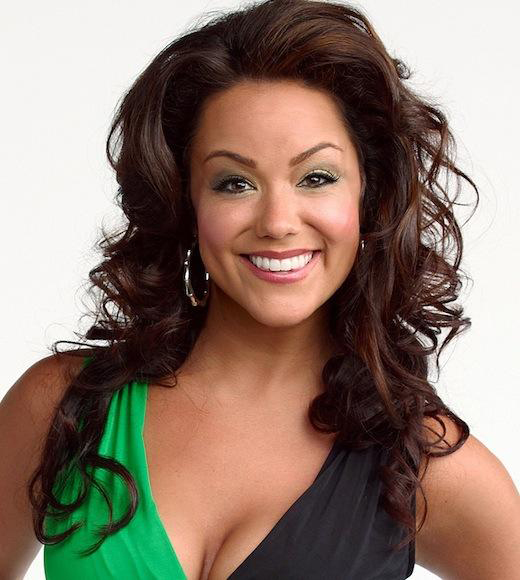
Katy Mixon (* 1981)

- 1981: Katy Mixon, US-amerikanische Schauspielerin
- 1981: Joseph Ngwenya, simbabwischer Fußballspieler
- 1981: Fabian van Olphen, niederländischer Handballspieler
- 1981: Alen Škoro, bosnischer Fußballspieler
- 1982: A-Trak, kanadischer DJ
- 1982: Jason Dohring, US-amerikanischer Schauspieler
- 1982: Manuel Fumic, deutscher Mountainbiker
- 1982: Philippe Mexès, französischer Fußballspieler
- 1982: Jure Natek, slowenischer Handballspieler
- 1982: Louis Marcel Powell de Aquino, brasilianischer Gitarrist
- 1982: Tom Sack, deutscher Kunstfälscher
- 1982: Eneda Tarifa, albanische Sängerin und TV-Moderatorin
- 1983: Jérémie Aliadière, ehemaliger französischer Fußballspieler
- 1983: Holger Glandorf, deutscher Handballer
- 1983: Yeom Ki-hun, südkoreanischer Fußballspieler
- 1983: Antti-Jussi Miettinen, finnischer Eishockeyspieler
- 1983: Sebastián Monesterolo, argentinischer Fußballspieler
- 1983: Britta Johansson Norgren, schwedische Skilangläuferin

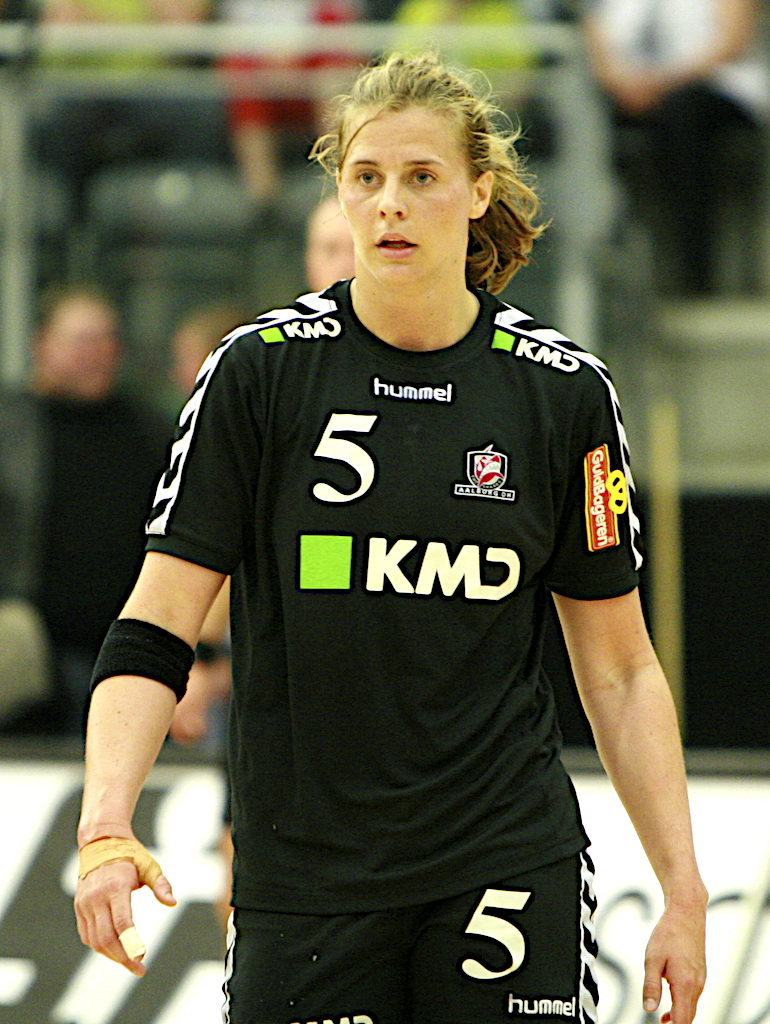
Linnea Torstenson (* 1983)

- 1983: Linnea Torstenson, schwedische Handballspielerin
- 1984: Marcos Aguirre, argentinischer Fußballspieler
- 1984: Mario Ančić, kroatischer Tennisspieler
- 1984: Benjamin Baltes, deutscher Fußballspieler
- 1984: Helena Mattsson, schwedische Schauspielerin
- 1984: Samantha Stosur, australische Tennisspielerin
- 1985: Andrea Luci, italienischer Fußballspieler
- 1985: Giacomo Ricci, italienischer Automobilrennfahrer
- 1986: Ryan Donk, niederländischer Fußballspieler
- 1986: Sergio Ramos, spanischer Fußballspieler
- 1987: Aziz Bouhaddouz, deutsch-marokkanischer Fußballspieler
- 1987: Calum Elliot, schottischer Fußballspieler
- 1987: Karmela Shako, deutsche Schauspielerin
- 1987: Meike Weber, deutsche Fußballspielerin
- 1988: Danijar Jermekowitsch Achmetow, kasachischer Eishockeyspieler
- 1988: Capri Anderson, US-amerikanische Pornodarstellerin
- 1988: Laura Louisa Garde, deutsche Schauspielerin und Moderatorin
- 1989: Fabian Wetter, deutscher Fußballspieler
- 1990: Stefano Bizzarri, italienischer Automobilrennfahrer

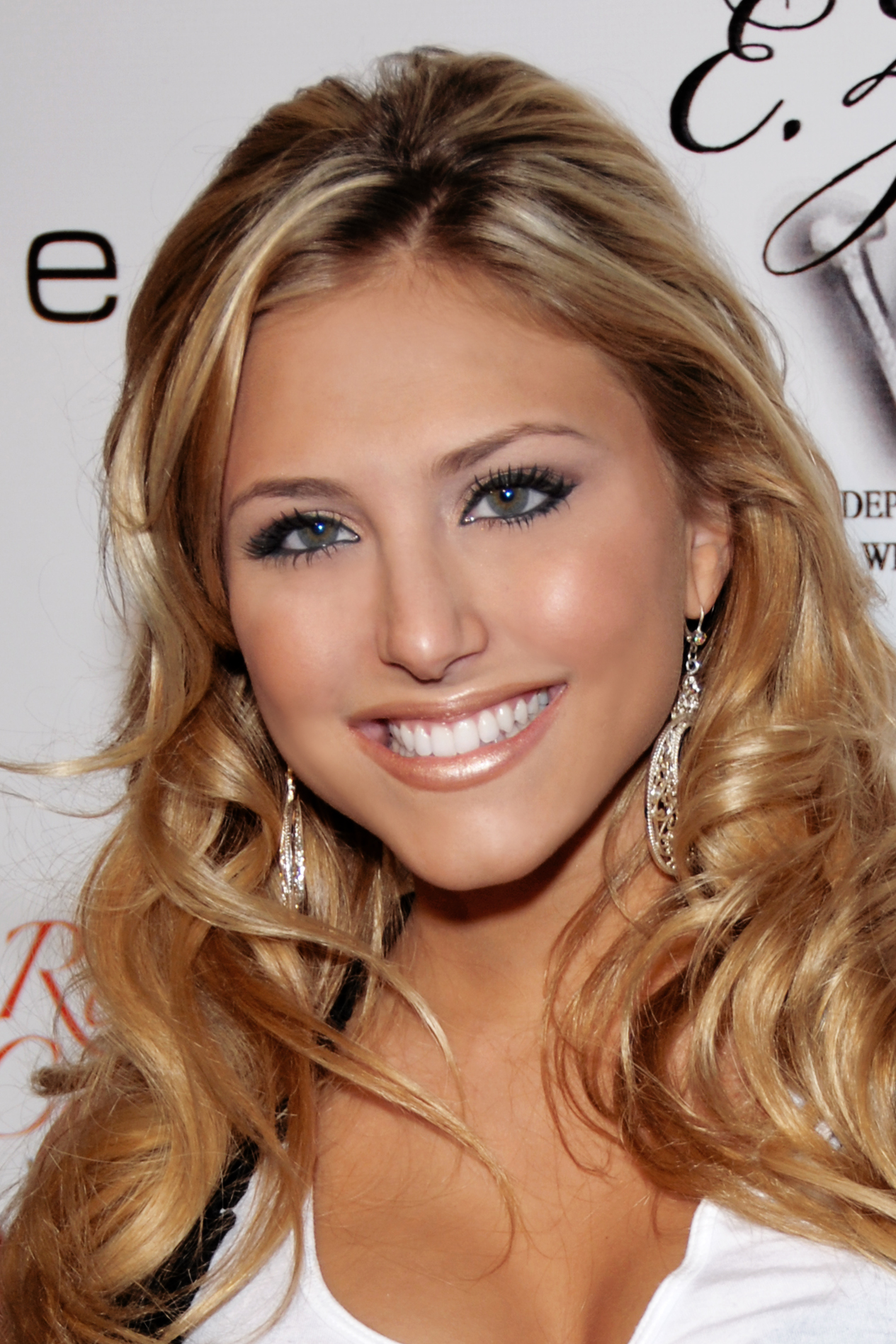
Cassie Scerbo (* 1990)

- 1990: Cassie Scerbo, US-amerikanische Schauspielerin, Sängerin und Tänzerin
- 1990: Rodney Strasser, Fußballspieler aus Sierra Leone
- 1991: Patrick Schranner, deutscher Automobilrennfahrer
- 1991: Athoumane Soilihi, komorischer Schwimmer
- 1992: Stuart Armstrong, schottischer Fußballspieler
- 1992: Christoph Riegler, österreichischer Fußballspieler
- 1993: Philipp Hofmann, deutscher Fußballspieler
- 1994: Ahmet Arslan, deutscher Fußballspieler
- 1994: Jannik Bandowski, deutscher Fußballspieler
- 1994: Jetro Willems, niederländischer Fußballspieler
- 1995: Ian Harkes, US-amerikanischer Fußballspieler
- 1995: Tao Geoghegan Hart, britischer Radrennfahrer
- 1997: Vera Tschurtschenthaler, italienische Skirennläuferin

### 21. Jahrhundert
- 2001: Giovanni Franzoni, italienischer Skirennläufer
- 2002: Nadia Melliti,  französische Filmschauspielerin
- 2002: Ella Zirzow, deutsche Schauspielerin
- 2004: Emilia Warenski, österreichische Schauspielerin
- 2006: Jason Colby, US-amerikanischer Skispringer

## Gestorben

### Vor dem 19. Jahrhundert
- 0915: Radbod von Trier, Erzbischof von Trier
- 0987: Arnulf II. der Jüngere, Graf von Flandern
- 1130: Diemut von Wessobrunn, Reklusin und Buchillustratorin
- 1180: al-Mustadī' bi-amri 'llāh, Kalif der Abbasiden
- 1214: Daniel Milík, Bischof von Prag
- 1281: Konrad von Mure, Chorherr und Leiter der Stiftsschule am Zürcher Grossmünster
- 1338: Friedrich III. von Leibnitz, Erzbischof von Salzburg
- 1389: Elisabeth von Henneberg-Schleusingen, Gräfin von Württemberg
- 1407: Konrad von Jungingen, Hochmeister des Deutschen Ordens
- 1418: Giacomo de’ Rossi, Bischof von Verona und Luni, Erzbischof von Neapel
- 1425: Wilhelm II., Sohn von Markgraf Friedrich des Strengen
- 1472: Amadeus IX., Herzog von Savoyen
- 1486: Thomas Bourchier, Erzbischof von Canterbury
- 1501: Heinrich III. Groß von Trockau, Fürstbischof von Bamberg
- 1505: Paulus, Abt des Benediktinerklosters in Münsterschwarzach
- 1526: Mutianus Rufus, deutscher Humanist
- 1527: Johann IV., Graf von Holstein-Pinneberg
- 1530: Augustin Bader, Augsburger Täuferführer und Chiliast
- 1540: Matthäus Lang von Wellenburg, Erzbischof von Salzburg, Bischof von Gurk und Cartagena
- 1543: Cesare Cesariano, italienischer Maler, Freskant, Kunstschriftsteller, Militäringenieur und Architekt
- 1548: Agostino Trivulzio, italienischer Kardinal
- 1559: Adam Ries, deutscher Mathematiker
- 1561: Andrés Hurtado de Mendoza, spanischer Vizekönig von Peru
- 1567: Domenico Brusasorzi, italienischer Maler
- 1586: Anna von Pfalz-Veldenz, Markgräfin von Baden-Durlach

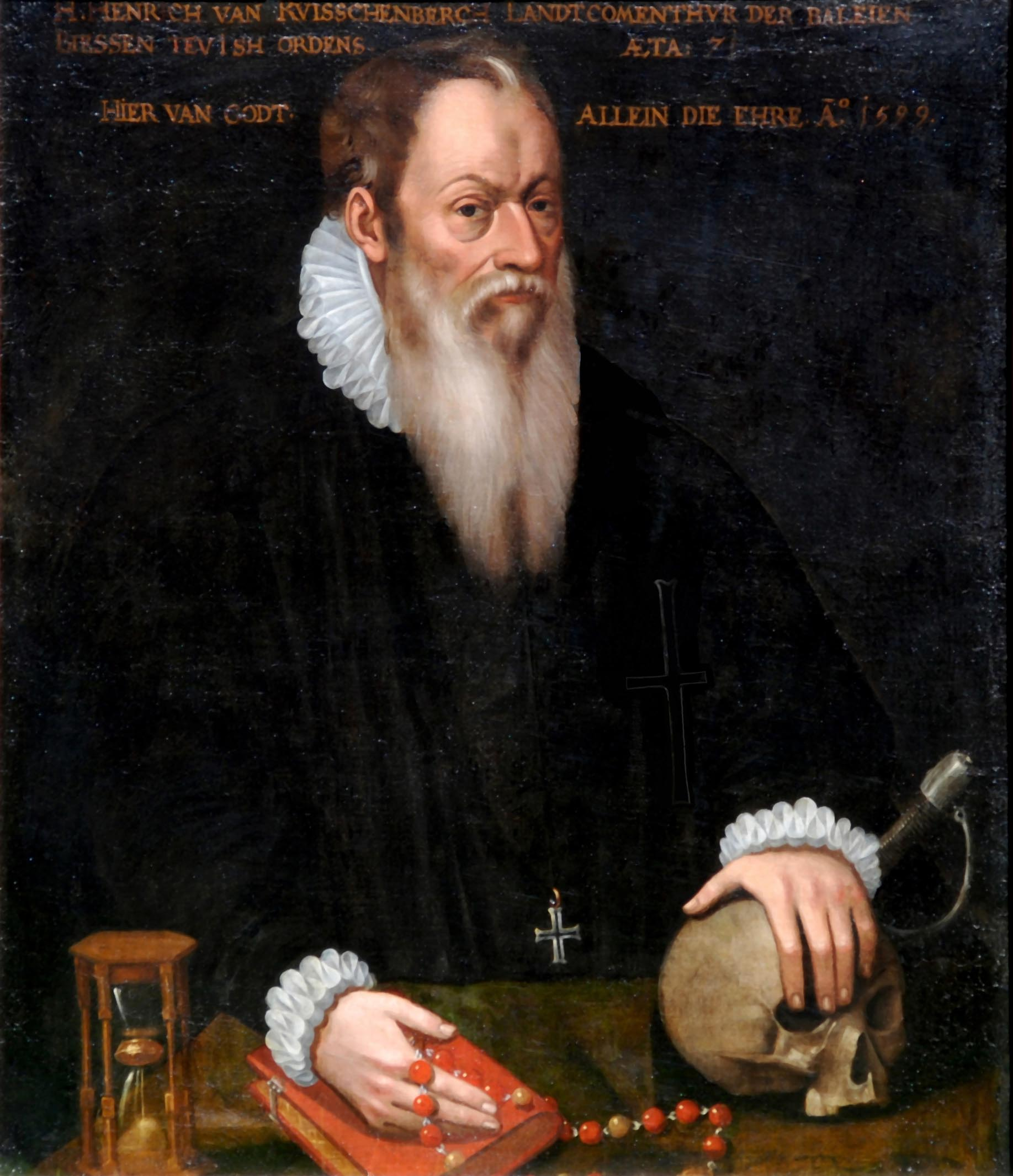
Heinrich von Reuschenberg († 1603)

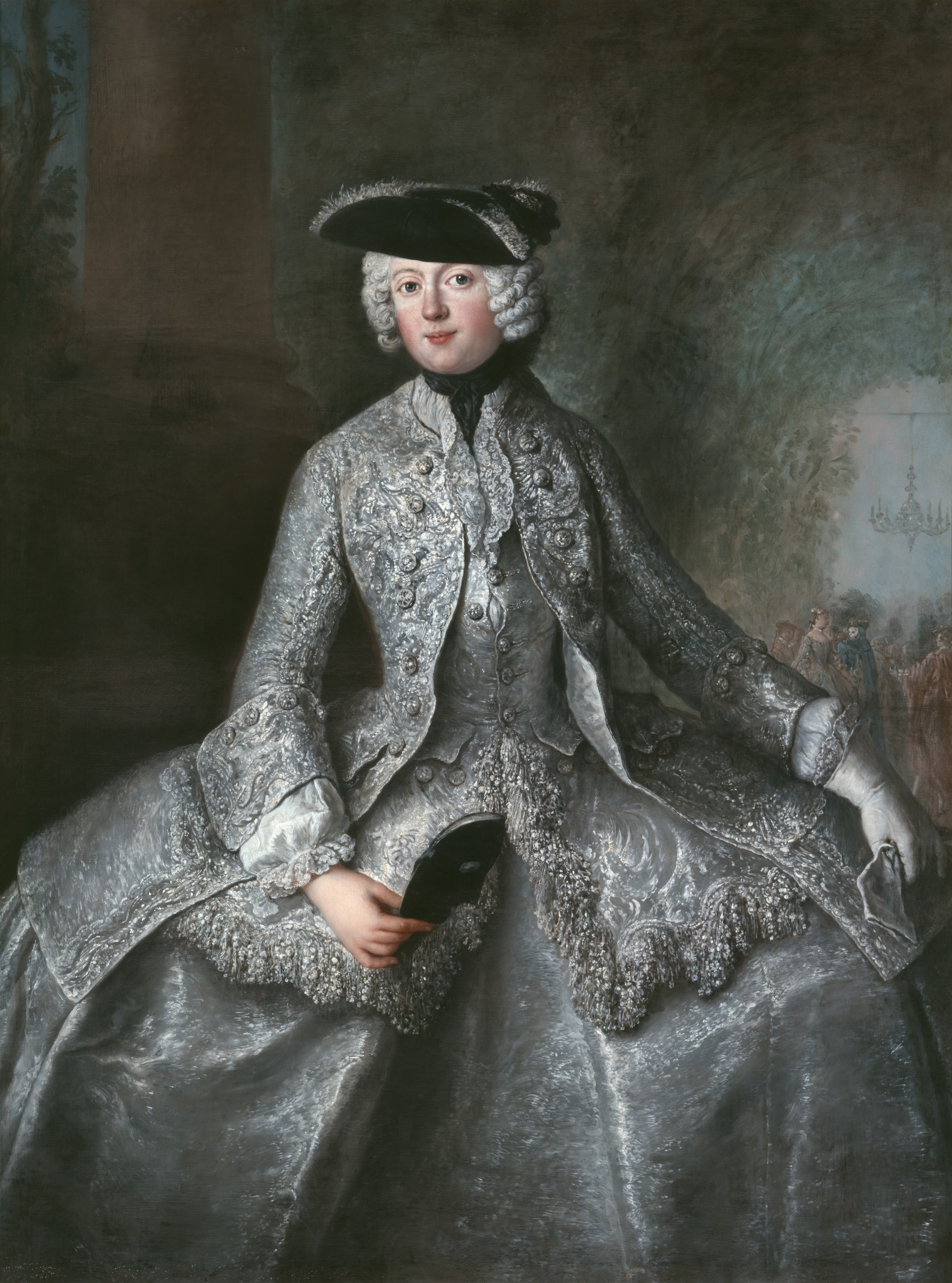
Amalie von Preußen († 1787)

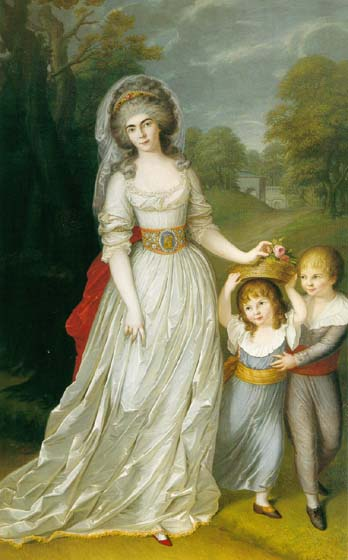
Auguste Wilhelmine Marie († 1796)

- 1603: Heinrich von Reuschenberg, Landkomtur der Deutschordenskommende Alden Biesen
- 1627: Enoch Pöckel, Ratsmitglied und Ratsbaumeister in Leipzig, Hammerherr im Erzgebirge
- 1636: Caspar Augspurger, deutscher Unternehmer
- 1637: Requinus Runde, westfälischer Abt des Klosters Marienfeld
- 1642: Wilhelm August, Herzog von Braunschweig-Harburg
- 1655: James Stewart, 4. Duke of Lennox, schottischer Adeliger
- 1664: Har Krishan, achter Guru des Sikhismus
- 1671: Karl II. Otto, Herzog und Pfalzgraf von Birkenfeld
- 1685: Friedrich Casimir von Hanau, Graf von Hanau-Münzenberg
- 1695: Anselm Franz von Ingelheim, Erzbischof und Kurfürst von Mainz
- 1705: Johannes Pery, österreichischer Steinmetzmeister und Bildhauer
- 1707: Sébastien Le Prestre de Vauban, französischer General und Marschall
- 1712: Johann Friedrich Mayer, deutscher Theologe
- 1713: Govard Bidloo, niederländischer Chirurg, Anatom, Hochschullehrer und Leibarzt
- 1720: Nils Gyllenstierna, schwedischer Feldmarschall und Generalgouverneur der Herzogtümer Bremen und Verden
- 1725: Samuel Steurlin, deutscher Mediziner und Naturwissenschaftler
- 1733: Paris Francesco Alghisi, italienischer Komponist, Organist und Kapellmeister
- 1746: Jean-Joseph Fiocco, flämischer Komponist und Kapellmeister
- 1746: Ignaz Kögler, deutscher Jesuit und China-Missionar
- 1759: Johann von Wespien, deutscher Tuchfabrikant und Bürgermeister der Reichsstadt Aachen
- 1762: Johann Georg Bergmüller, deutscher Maler
- 1763: Ridolfino Venuti, italienischer Antiquar, Archäologe, Numismatiker und Kunsthistoriker
- 1764: Pietro Locatelli, italienischer Violinvirtuose und Komponist
- 1767: Johann Christoph Glaubitz, schlesischer Baumeister in Litauen
- 1771: Anton Joseph Hampel, deutscher Hornist
- 1774: Karoline Henriette von Pfalz-Zweibrücken, Tochter des Pfalzgrafen Christian III. und dessen Gattin Karoline von Nassau-Saarbrücken
- 1782: Johann Gehmacher, Salzburger Steinmetzmeister und Bildhauer
- 1784: Emmanuel von Croÿ, Reichsfürst und französischer Heerführer
- 1787: Amalie von Preußen, Äbtissin des Stifts Quedlinburg und Komponistin
- 1790: Cezayirli Gazi Hasan Pascha, Großwesir des Osmanischen Reiches
- 1792: Albert Christian Heinrich von Brühl, kursächsischer und preußischer General
- 1794: Johann Sebastian Barnabas Pfaff, deutscher Bildhauer
- 1796: Auguste Wilhelmine von Hessen-Darmstadt, Herzogin von Pfalz-Zweibrücken
- 1798: Johann Nepomuk Kaňka senior, tschechischer Jurist und Komponist

### 19. Jahrhundert
- 1804: Iwan Chandoschkin, russischer Komponist
- 1806: Georgiana Cavendish, Duchess of Devonshire, englische Adelige
- 1812: Gunning Bedford, Jr., US-amerikanischer Politiker und Jurist und einer der Gründerväter der USA
- 1813: Johann Friedrich Hennert, deutscher Mathematiker und Astronom
- 1813: Pierre-Frédéric de Meuron, Schweizer Offizier in fremden Diensten, Militärgouverneur von Ceylon und Generalleutnant
- 1816: Friedrich Wilhelm Eugen Döll, deutscher Bildhauer
- 1821: Justus Christian Heinrich Heyer, deutscher Apotheker und Chemiker
- 1823: Johannes Friedrich Posselt, deutsch-dänischer Mathematiker und Astronom
- 1824: Elizabeth Hervey, Herzogin von Devonshire
- 1824: Per Ulrik Kernell, schwedischer Schriftsteller der Romantik
- 1825: Gabriel de Hédouville, französischer General und Politiker

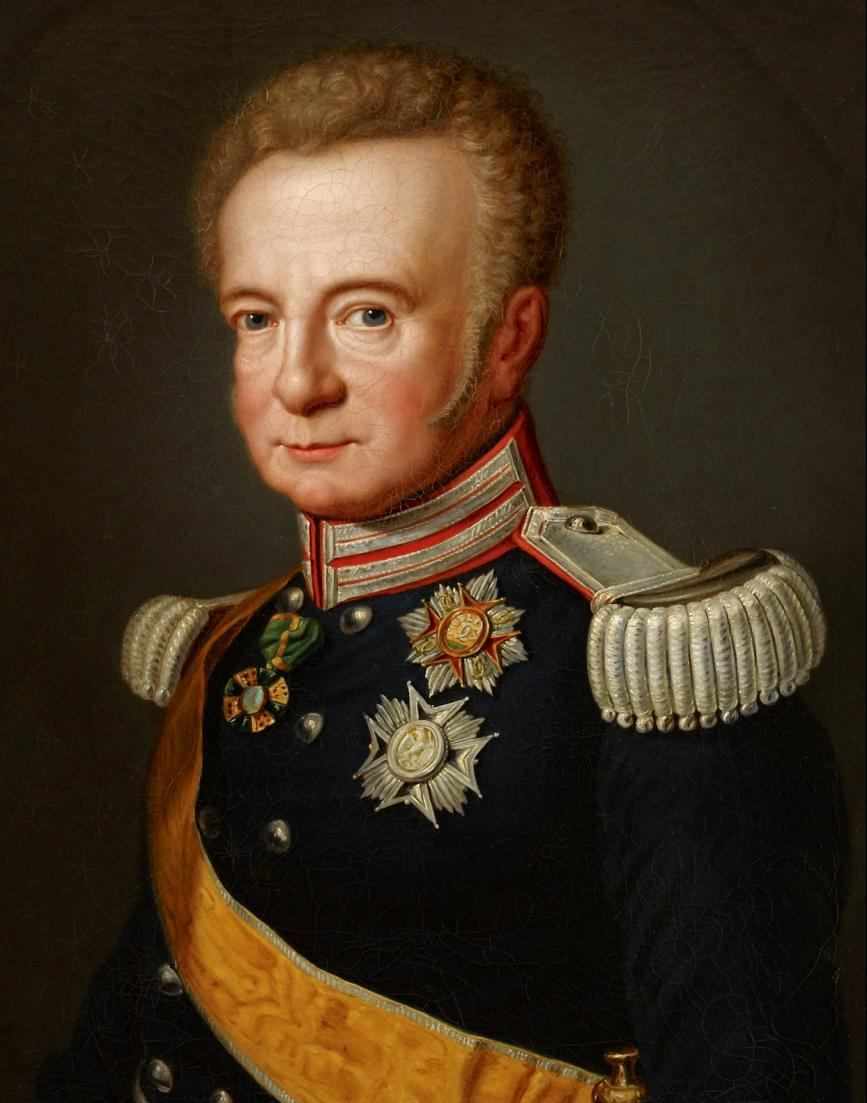
Ludwig I. († 1830)

- 1830: Ludwig I., Großherzog von Baden
- 1832: Stephen Groombridge, britischer Astronom und Kaufmann
- 1834: Rudolph Ackermann, deutsch-britischer Buchhändler, Lithograf, Verleger und Unternehmer
- 1836: Christian August Heinrich Clodius, deutscher Philosoph und Schriftsteller
- 1838: Frédéric-César de La Harpe, Schweizer Politiker
- 1840: Johann Philipp Beck, deutscher Geistlicher und Pädagoge
- 1840: George Bryan Brummell, britischer Dandy, Freund Georg IV.
- 1840: Joseph Pletz, österreichischer römisch-katholischer Geistlicher, Pädagoge und Autor
- 1842: Élisabeth Vigée-Lebrun, französische Malerin
- 1844: Johannes Scharrer, deutscher Unternehmer und Politiker
- 1847: Friedrich Jacobs, deutscher Altphilologe
- 1848: Jonas Anton Hielm, norwegischer Jurist und Politiker
- 1851: Julius Georg Knoll, deutscher Jurist
- 1852: Georg Friedrich Aschenborn, preußischer Beamter
- 1853: Abigail Fillmore, First Lady der Vereinigten Staaten
- 1858: Johannes Evangelista Goßner, deutscher Geistlicher, Gründer der Gossner Mission
- 1860: Eduard Schaubert, deutscher, in Griechenland tätiger Architekt
- 1863: Auguste Bravais, französischer Physiker und Mitbegründer der Kristallographie
- 1864: Louis Schindelmeisser, deutscher Dirigent und Komponist
- 1864: John T. Smith, US-amerikanischer Politiker
- 1873: Bénédict Augustin Morel, französischer Psychiater
- 1874: Carl Julian von Graba, königlich dänischer Justizrat
- 1875: Marie Moke-Pleyel, französisch-belgische Pianistin
- 1878: Luigi Amat di San Filippo e Sorso, italienischer Diplomat und Kurienkardinal
- 1891: Ferdinand Henry, leitender preußischer Militärbeamter
- 1898: Wilhelm Heinrich Schüßler, deutscher Arzt

### 20. Jahrhundert

#### 1901–1950
- 1905: Marie Souvestre, französische Menschenrechtsaktivistin
- 1908: Rudolph Reichmann, deutsch-amerikanischer Zeitungsverleger
- 1911: Pellegrino Artusi, italienischer Literaturkritiker
- 1911: Ellen Swallow Richards, US-amerikanische Chemikerin und Ökologin

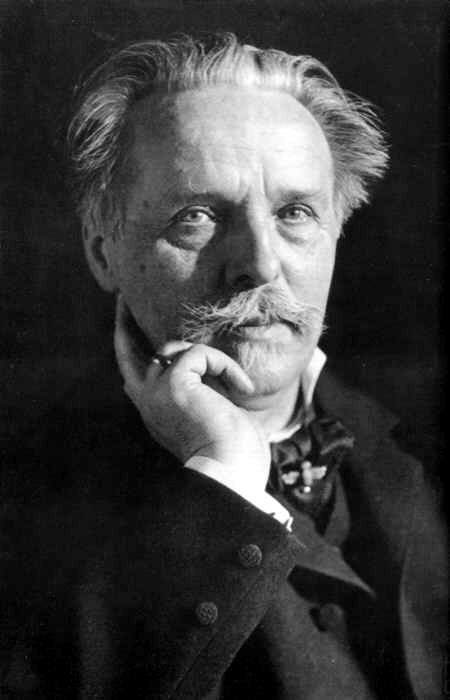
Karl May († 1912)

- 1912: Karl May, deutscher Schriftsteller vorwiegend von Abenteuerromanen
- 1912: Emilio Teza, italienischer Romanist, Indogermanist, Orientalist, Philologe, Linguist, Literaturwissenschaftler und Übersetzer
- 1913: Hans Arnold, deutscher Bildhauer
- 1914: John Henry Poynting, britischer Physiker
- 1917: Gottfried Asselmann, deutscher Geistlicher und Heimatforscher
- 1922: Otto Taschenberg, deutscher Naturwissenschaftler und Professor
- 1923: Amandus Acker, deutscher Missions- und Kolonialpionier
- 1923: Giovanni Dazzoni, Schweizer Jurist und Politiker
- 1925: Rudolf Steiner, österreichischer Philosoph und Esoteriker, Begründer der Anthroposophie
- 1927: Charles Flohot, französischer Automobilrennfahrer
- 1928: Adolf Angst, Schweizer Unternehmer
- 1932: Eduard Sievers, deutscher Germanist
- 1933: Tito Ricordi, italienischer Musikverleger
- 1933: Georg Steinhausen, deutscher Bibliothekar und Kulturwissenschaftler
- 1935: Ludwig Maria Hugo, deutscher Priester, Bischof von Mainz
- 1935: Edwin Hunter, US-amerikanischer Tennisspieler
- 1835: Romanos Melikjan, armenischer Komponist
- 1936: Karel Hoffmann, tschechischer Geiger und Musikpädagoge
- 1936: Fritz Liebrich, Schweizer Lehrer und Schriftsteller in Mundart
- 1938: Felician Geß, deutscher Historiker und Bibliothekar
- 1938: Norbert Lichtenecker, österreichischer Geograph
- 1939: Richard Steiff, deutscher Unternehmer und Erfinder
- 1939: Ludwig Fulda, deutscher Germanist, Philosoph und Autor
- 1941: Elisabeth Baumann-Schlachter, Schweizer Schriftstellerin
- 1941: Herbert Freundlich, deutscher Physikochemiker, Grundlagenforscher in der Kolloidchemie
- 1943: Maria Restituta Kafka, österreichische Ordens- und Krankenschwester
- 1943ː Sonia Mossé, französische Künstlerin und Schauspielerin
- 1944: Ferdinand von Arx, Schweizer Bauunternehmer und Politiker
- 1945: Friedrich Wilhelm Mader, deutscher Schriftsteller
- 1947: Qazi Mohammed, iranisch-kurdischer Politiker, einziger Präsident der Republik Kurdistan (Mahabad)
- 1948: John H. Bieling, US-amerikanischer Sänger
- 1949: Friedrich Bergius, deutscher Chemiker, Nobelpreisträger
- 1949: Joshua Philip Turner, britischer Automobilrennfahrer

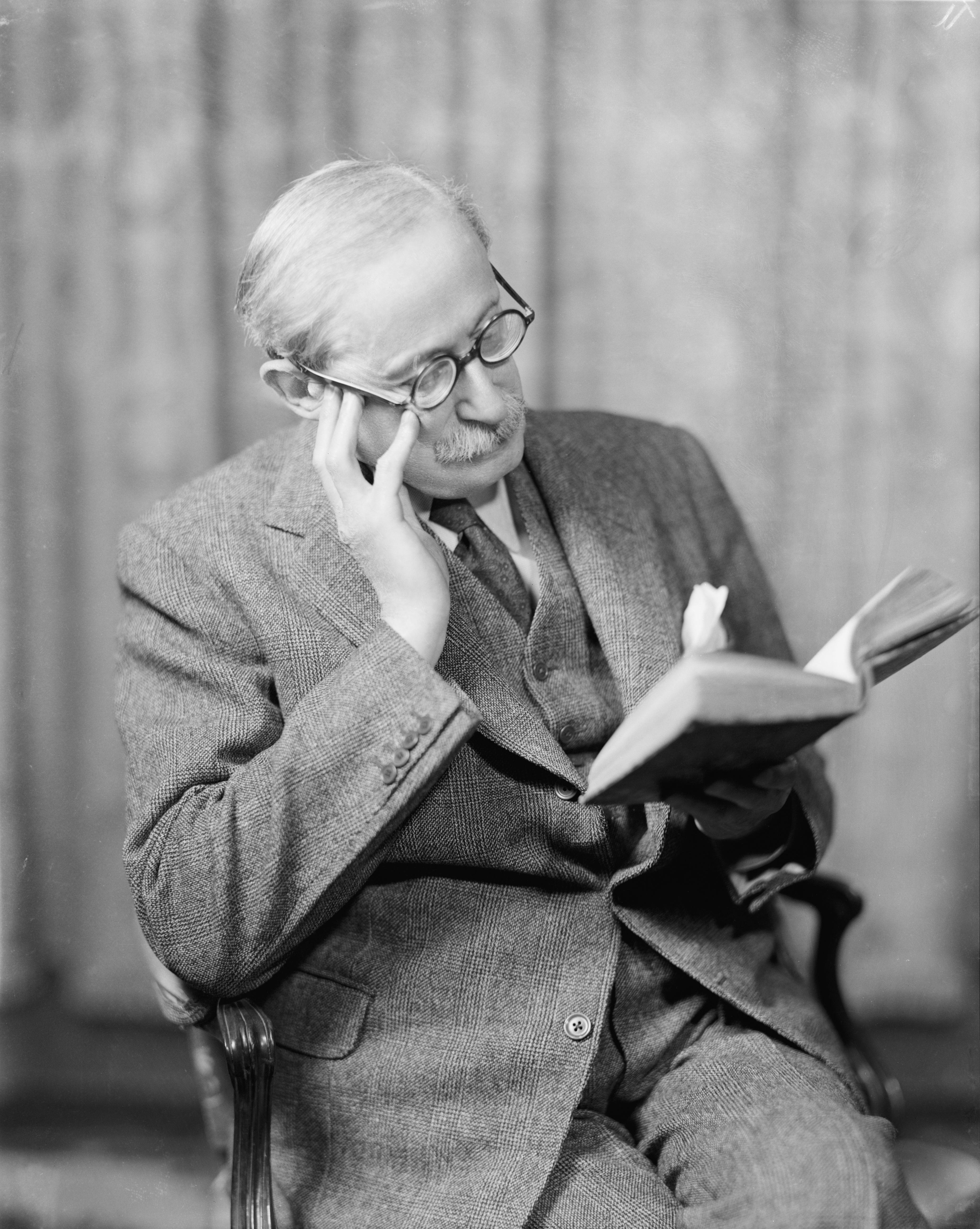
Léon Blum († 1950)

- 1950: Léon Blum, französischer Jurist, Schriftsteller und Politiker, mehrfacher Minister und Premierminister, Widerstandskämpfer
- 1950: Brynolf Wennerberg, schwedischer Plakatkünstler und Maler

#### 1951–2000
- 1952: Jigme Wangchuk, zweiter König von Bhutan
- 1953: Bert Bailey, australischer Schauspieler, Autor und Theaterimpresario
- 1954: Thomas Schneider, deutscher Automobilist, einer der ersten Autofahrer in Baden
- 1955: Harl McDonald, US-amerikanischer Komponist
- 1956: E. C. Bentley, britischer Schriftsteller
- 1956: Henry F. Long, US-amerikanischer Politiker
- 1956: Thomas Dufferin Pattullo, kanadischer Politiker
- 1957: Max Amann, deutscher Politiker
- 1958: Centa Bré, deutsche Schauspielerin
- 1959: Daniil Leonidowitsch Andrejew, russischer Schriftsteller und Dichter
- 1960: Joseph Haas, deutscher Komponist und Musikpädagoge
- 1961: Philibert Jacques Melotte, britischer Astronom
- 1963: George von Kaufmann, britischer Mathematiker und Anthroposoph
- 1963: Guido Mancini, italienischer Unternehmer und Automobilrennfahrer
- 1963: Giuseppe Pometta, Schweizer Lehrer und Historiker
- 1964: Nella Larsen, US-amerikanische Schriftstellerin
- 1965: Frances Cave-Browne-Cave, englische Mathematikerin
- 1965: Maurilio Fossati, italienischer Ordensgeistlicher, Erzbischof von Turin und Kardinal
- 1965: Philip Showalter Hench, US-amerikanischer Arzt
- 1966: Rudolf Joho, Schweizer Theaterschaffender
- 1966: Erwin Piscator, deutscher Regisseur und Theaterleiter
- 1968: Bobby Driscoll, US-amerikanischer Schauspieler
- 1969: Lucien Bianchi, belgischer Automobilrennfahrer
- 1969: Stanislav Ledinek, jugoslawischer Schauspieler und Synchronsprecher

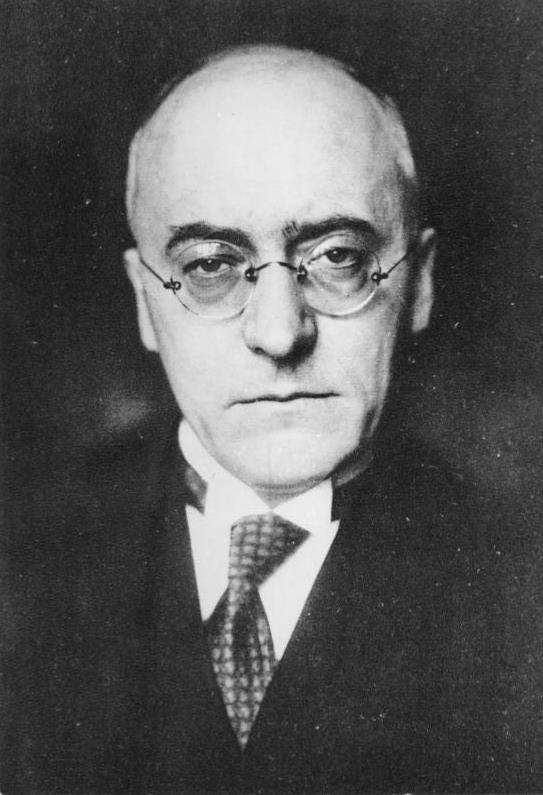
Heinrich Brüning († 1970)

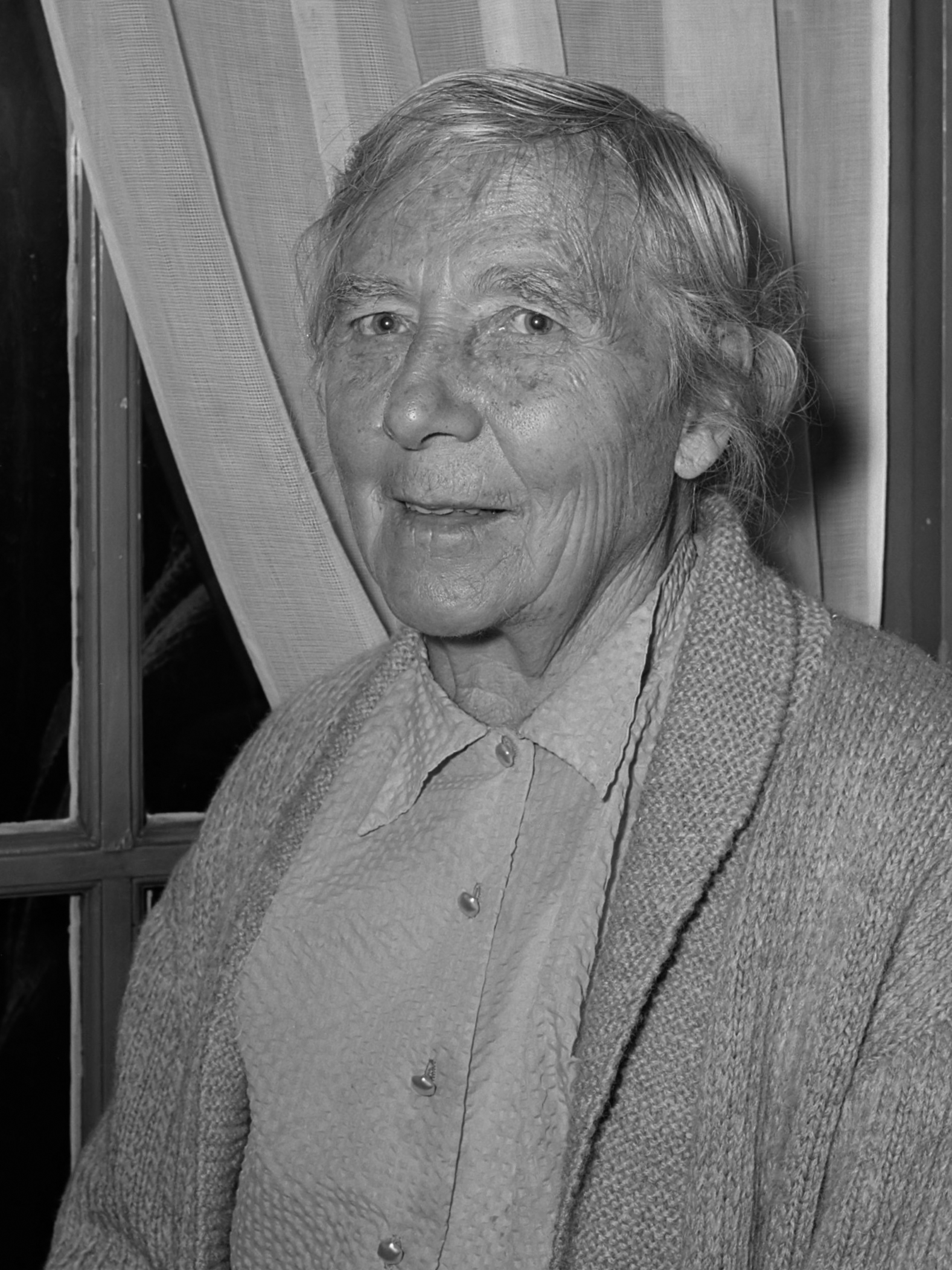
Jacqueline Royaards-Sandberg († 1976)

- 1970: Heinrich Brüning, deutscher Politiker, MdR, Reichskanzler
- 1971: Harold Craxton, britischer Pianist, Komponist und Musikpädagoge
- 1971: René Marie, französischer Automobilrennfahrer
- 1971: Maxim Dormidontowitsch Michailow, russischer bzw. sowjetischer Opernsänger und Schauspieler
- 1971: Werner Peters, deutscher Synchronsprecher, Theater-, Film- und Fernsehschauspieler
- 1972: Otto Stampfli, Schweizer Politiker
- 1973: Yves Giraud-Cabantous, französischer Automobilrennfahrer
- 1974: Karl Hohmann, deutscher Fußballspieler
- 1975: Peter Bamm, deutscher Schriftsteller und Chirurg
- 1976ː Jacqueline Royaards-Sandberg, niederländische Bühnenschauspielerin
- 1977: Jacques Errera, belgischer Physikochemiker
- 1977: Abdel Halim Hafez, ägyptischer Sänger und Schauspieler
- 1977: Lewko Rewuzkyj, ukrainischer Komponist
- 1987ː Emmi Bloch, Schweizer Fachfrau der Sozialarbeit, Frauenrechtlerin
- 1978: Larry Young, US-amerikanischer Jazzorganist und Komponist
- 1979: James Berkeley Larsen, US-amerikanischer Politiker
- 1979: José María Velasco Ibarra, ecuadorianischer Staatspräsident
- 1979: Paul Zils, deutscher Dokumentarfilmer
- 1980: Fjodor Dmitrijewitsch Gachow, sowjetischer Mathematiker
- 1983: Pál Kadosa, ungarischer Komponist, Pianist und Klavierpädagoge
- 1984: Karl Rahner, deutscher Theologe, versuchte die Synthese der theologischen Tradition mit dem Denken der Moderne
- 1985: Sœur Sourire, eigentlich Jeanine Deckers, belgische Dominikanerin und Sängerin

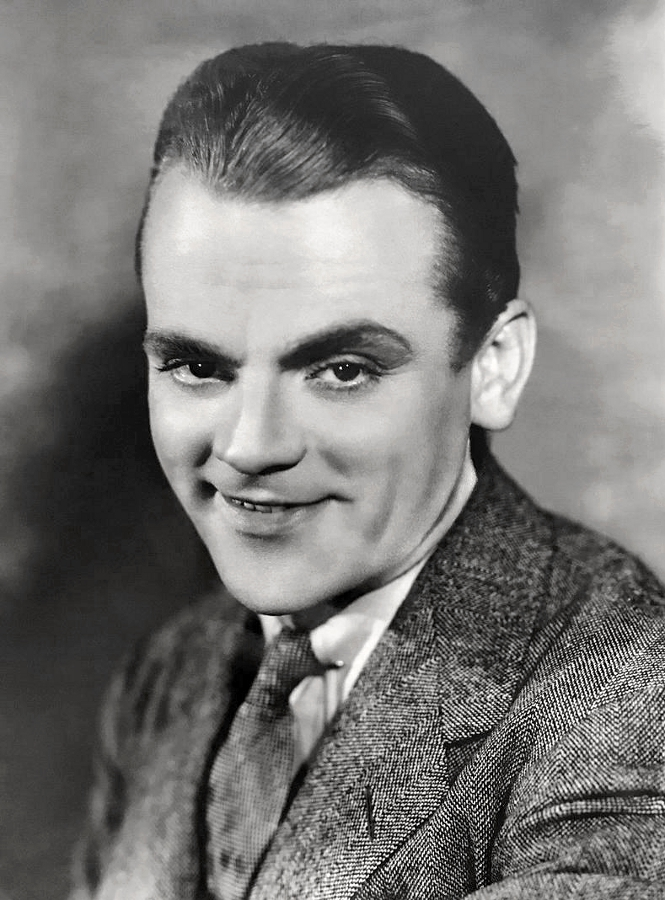
James Cagney († 1986)

- 1986: James Cagney, US-amerikanischer Filmschauspieler
- 1986: Milan Munclinger, tschechischer Flötist und Dirigent, Komponist und Musikwissenschaftler
- 1987: André Marfaing, französischer Maler und Grafiker
- 1988: Edgar Faure, französischer Politiker, mehrfacher Minister, Präsident der Nationalversammlung, Senator, Widerstandskämpfer
- 1988: Arnie Zane, US-amerikanischer Photograph, Tänzer und Choreograph
- 1992: Manolis Andronikos, griechischer Archäologe
- 1992: Bert Grund, deutscher Filmkomponist
- 1993: Arsène Auguste, haitianischer Fußballverteidiger
- 1994: Florian Kuntner, österreichischer Priester, Weihbischof von Wien
- 1996: Richard Kreß, deutscher Fußballspieler
- 1997: Dieter Claessens, deutscher Soziologe und Anthropologe
- 1997: George Huntoon, US-amerikanischer Automobilrennfahrer
- 1997: Traute Sense, deutsche Schauspielerin
- 1998: Michèle Arnaud, französische Chanson-Sängerin
- 1999: Heinz Ansmann, deutscher Bankier
- 1999: Juri Walentinowitsch Knorosow, sowjetischer Ägyptologe
- 2000: George Keith Batchelor, australischer Mathematiker und Physiker
- 2000: Rudolf Kirchschläger, österreichischer Richter, Diplomat, Politiker und Bundespräsident

### 21. Jahrhundert

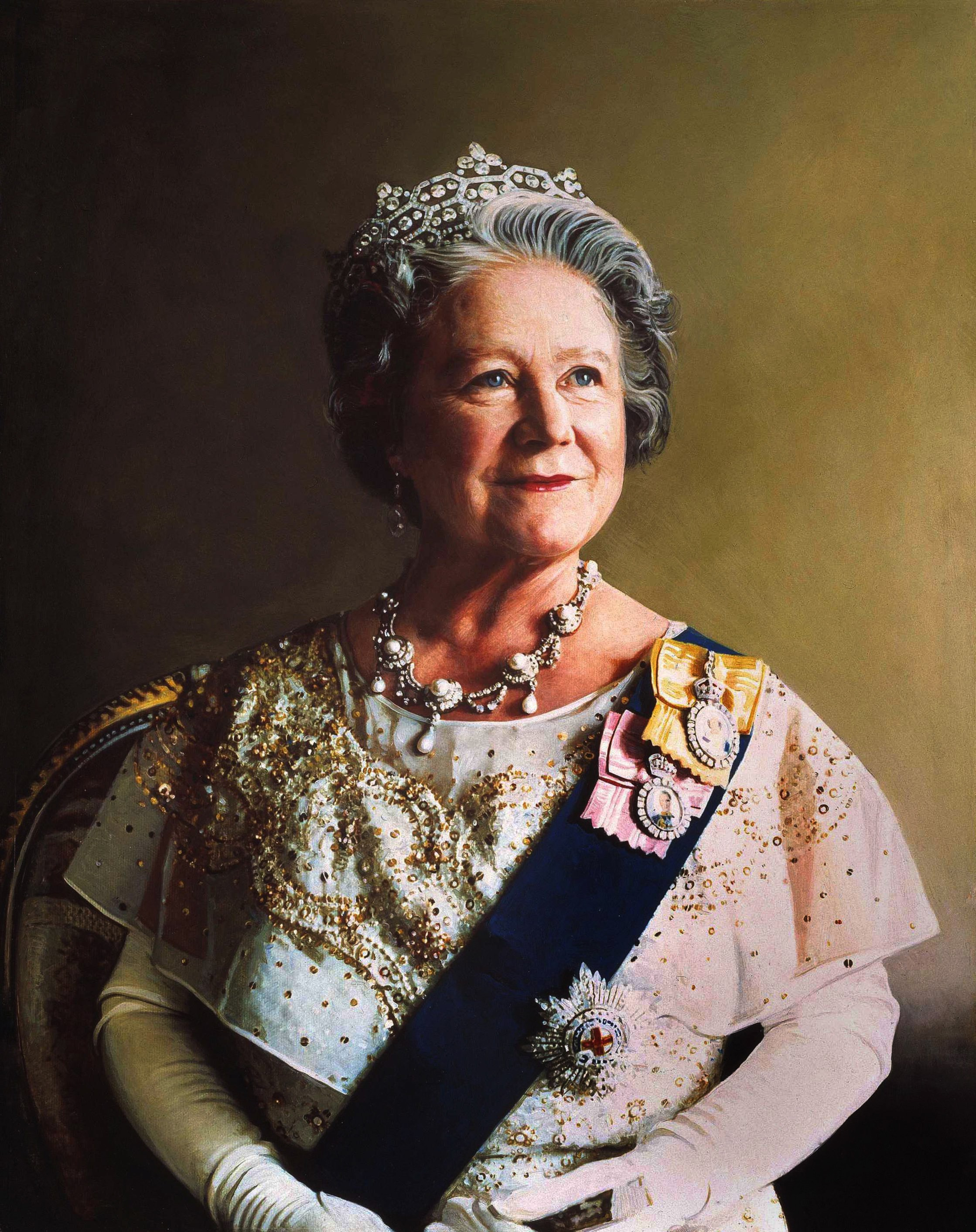
Elizabeth Bowes-Lyon († 2002)

- 2002: Elizabeth Bowes-Lyon, britische Königinmutter (Queen Mum)
- 2002: Benjamin Harkarvy, US-amerikanischer Tanzlehrer, Ballettmeister und Choreograph
- 2003: Michael Jeter, US-amerikanischer Schauspieler
- 2003: Rudolf Walter Leonhardt, deutscher Publizist
- 2003: Walentin Sergejewitsch Pawlow, russischer Politiker
- 2004: Willy Tröger, deutscher Fußballspieler
- 2005: Andreas von Arnim, deutscher Unternehmer
- 2005: Leo Fritz Gruber, deutscher Werbefachmann und Publizist, Mitgründer der Photokina
- 2005: Derrick Plourde, US-amerikanischer Schlagzeuger (Lagwagon, The Ataris)
- 2006: Dieter Hägermann, deutscher Historiker
- 2008: Richard Lloyd, Automobilrennfahrer und Rennstallbesitzer
- 2008: Dith Pran, kambodschanischer Journalist
- 2009: Jackie Pretorius, südafrikanischer Automobilrennfahrer
- 2010: Nicola Arigliano, italienischer Pop- und Jazzsänger

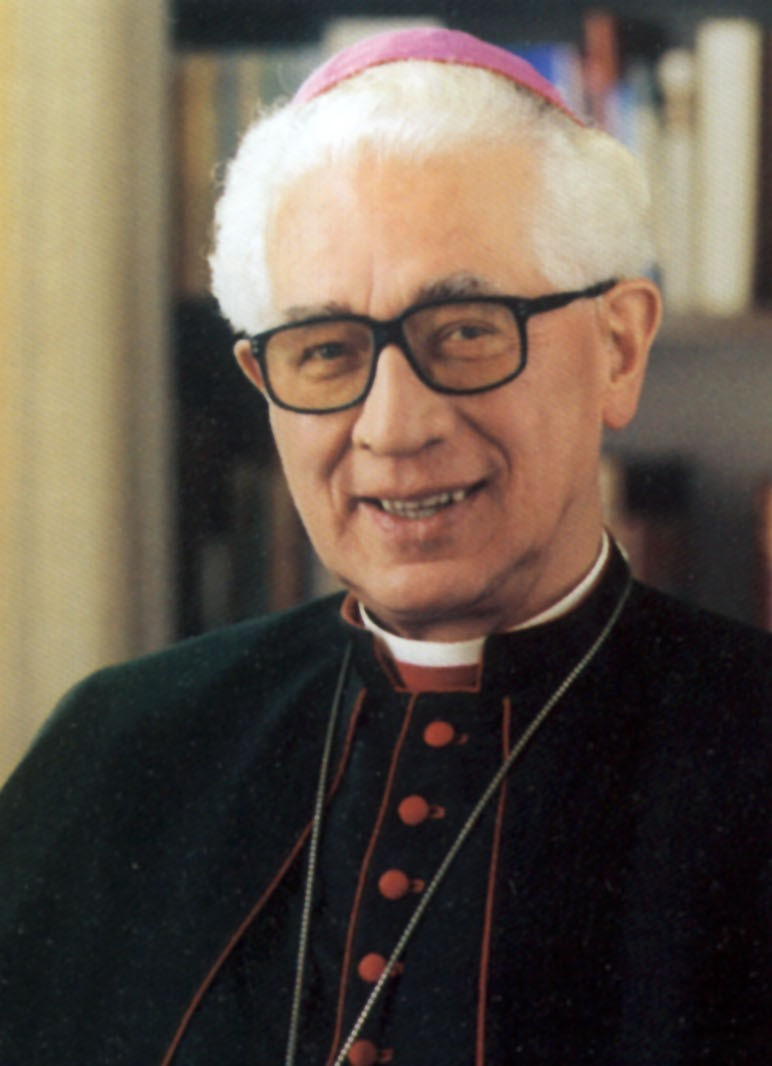
Josef Homeyer († 2010)

- 2010: Josef Homeyer, deutscher Bischof
- 2011: Kurt Weidemann, deutscher Grafikdesigner, Typograf und Autor
- 2014: Karl Walter Diess, österreichischer Schauspieler
- 2015: Helmut Dietl, deutscher Filmregisseur
- 2016: Howard Cable, kanadischer Dirigent, Arrangeur und Komponist
- 2016: Gianmaria Testa, italienischer Cantautore
- 2017: Gilbert Baker, US-amerikanischer Designer und LGBT-Aktivist
- 2017: Thomas Brandis, deutscher Violinist
- 2017: Caren Diefenderfer, US-amerikanische Mathematikerin
- 2017: Klaus Liesen, deutscher Manager
- 2018: Anna Chennault, chinesisch-amerikanische Redakteurin und Autorin
- 2018: Günter Dörner, deutscher Mediziner
- 2018: Karin Johne, evangelische Theologin
- 2018: Michael Tree, US-amerikanischer Bratschist
- 2019: Tania Mallet, britische Filmschauspielerin und Fotomodel
- 2020: Manolis Glezos, griechischer Politiker und Widerstandskämpfer
- 2020: Hau Pei-tsun, taiwanisch-chinesischer Politiker und Militär
- 2020: Bill Withers, US-amerikanischer Musiker
- 2020: Joachim Yhombi-Opango, kongolesischer Politiker
- 2022: Egon Franke, polnischer Fechter
- 2022: Fred Markus, kanadischer Radrennfahrer
- 2022: Willy Vanden Berghen, belgischer Radrennfahrer
- 2022: Urbano Zea, mexikanischer Basketballspieler
- 2024: Martín Almada, paraguayischer Menschenrechtsaktivist
- 2025: Barbara Frischmuth, österreichische Schriftstellerin

## Feier- und Gedenktage
- Kirchliche Gedenktage
  - Hl. Johannes Klimakos, byzantinischer Abt, Eremit und Schriftsteller (katholisch, orthodox)
  - Johannes Evangelista Goßner, deutscher Priester und Pfarrer (evangelisch)
- Namenstage
  - Amadeus, Johannes

Weitere Einträge enthält die Liste von Gedenk- und Aktionstagen.